# État de São Paulo
Pour les articles homonymes, voir São Paulo (homonymie).
L'État de São Paulo (SP) (prononcé en portugais : [sɐ̃w ˈpawlu]) est un des vingt-six États fédérés du Brésil, situé dans le Sud-Est du pays, dans la région du Sudeste. Sa superficie atteint 248 808 km2 et il compte 45 919 049 habitants en 2019. Sa capitale est la ville de São Paulo. En 2019, l'État, qui compte 21,9 % de la population brésilienne, est responsable de 33,9 % du PIB brésilien,,,.

## Géographie

### Situation
Bordé par l'océan Atlantique à l'est, l'État de São Paulo s'étend sur 248 808 km2 et a pour États limitrophes le Minas Gerais au nord et au nord-est, l'État de Rio de Janeiro au nord-est, l'État du Paraná au sud et le Mato Grosso do Sul à l'ouest. Il comprend 645 municipalités.

### Villes
Ses villes les plus peuplées (données officielles de 2007) sont São Paulo (10 886 518), Guarulhos (1 236 192), Campinas (1 039 297), São Bernardo do Campo (781 390), Osasco (701 012), Santo André (667 891), São José dos Campos (594 948), Sorocaba (559 157), Ribeirão Preto (547 417), Santos (418 288), Mauá (402 643), São José do Rio Preto (402 770), Diadema (386 779), Carapicuíba (379 566), Mogi das Cruzes (362 991), Piracicaba (358 108), Bauru (347 601), Jundiaí (342 983) et Franca (328 735).

### Relief
L'État a une altitude relativement élevée puisque 85 % de son territoire se situe entre 300 et 900 mètres. Les rios Tietê, Paranapanema, Grande, Turvo, Pardo, do Peixe, Paraíba do Sul et Piracicaba sont ses principales rivières (voir liste des rivières de São Paulo) et son climat varié est tropical (Nord), tropical d'altitude (Est - Vallée do Paraíba), et subtropical (Sud- région d'Apiaí, Itapeva) et la température moyenne annuelle est de 20 °C.

### Climat
L'été, les températures maximum et moyenne, sont respectivement de 33 °C et 27 °C. L'hiver, les températures moyennes et minimales sont respectivement de 14 °C et 5 °C. L'État de São Paulo a atteint un niveau record de basses températures en 1918, où la température atteint −7,6 °C dans la région de l'avenue Paulista, et des températures beaucoup plus faibles dans les quartiers résidentiels, tels que Santo Amaro district, qui a enregistré −9,8 °C ce même jour.

## Démographie

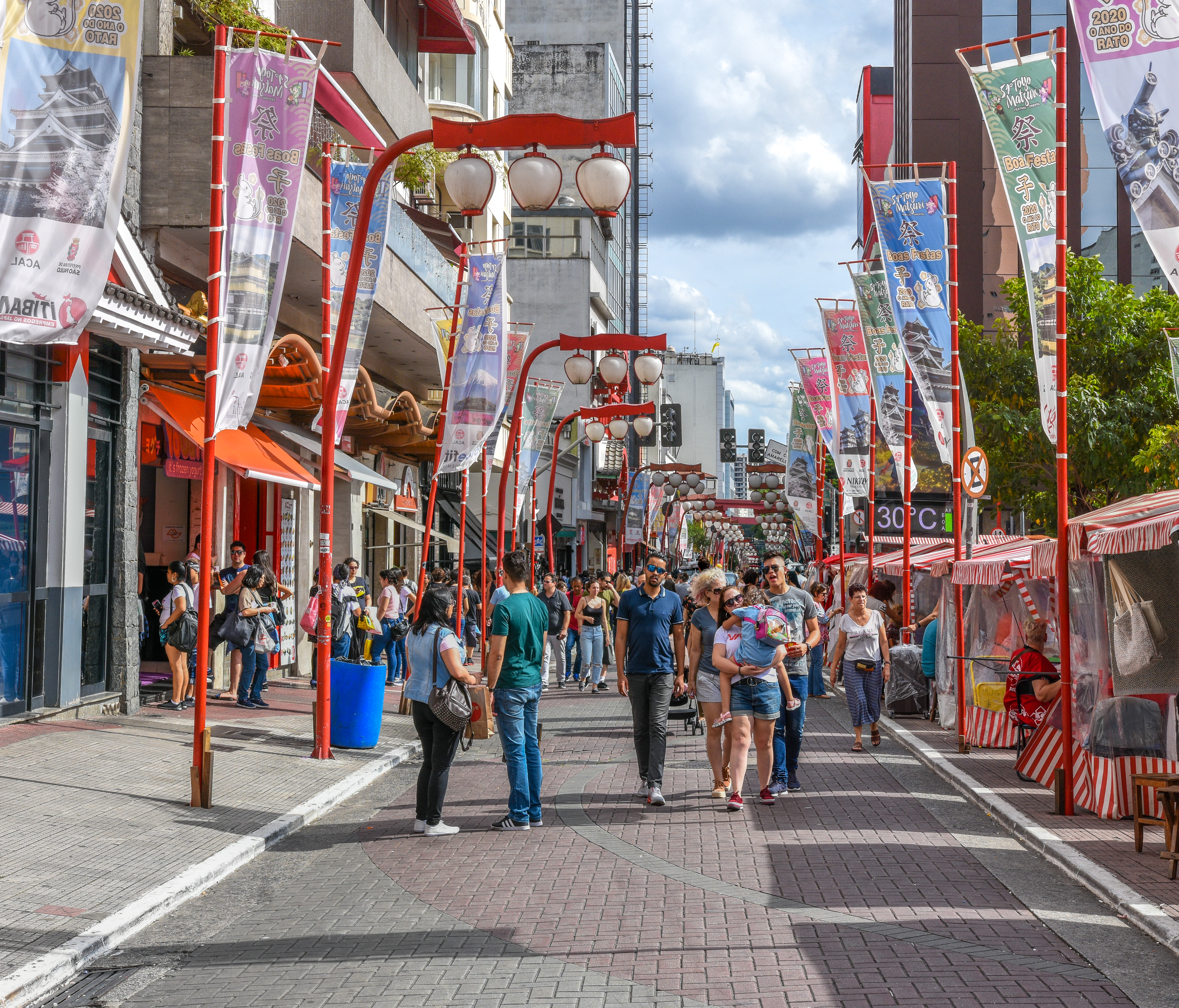
Quartier Liberdade dans la ville de São Paulo.

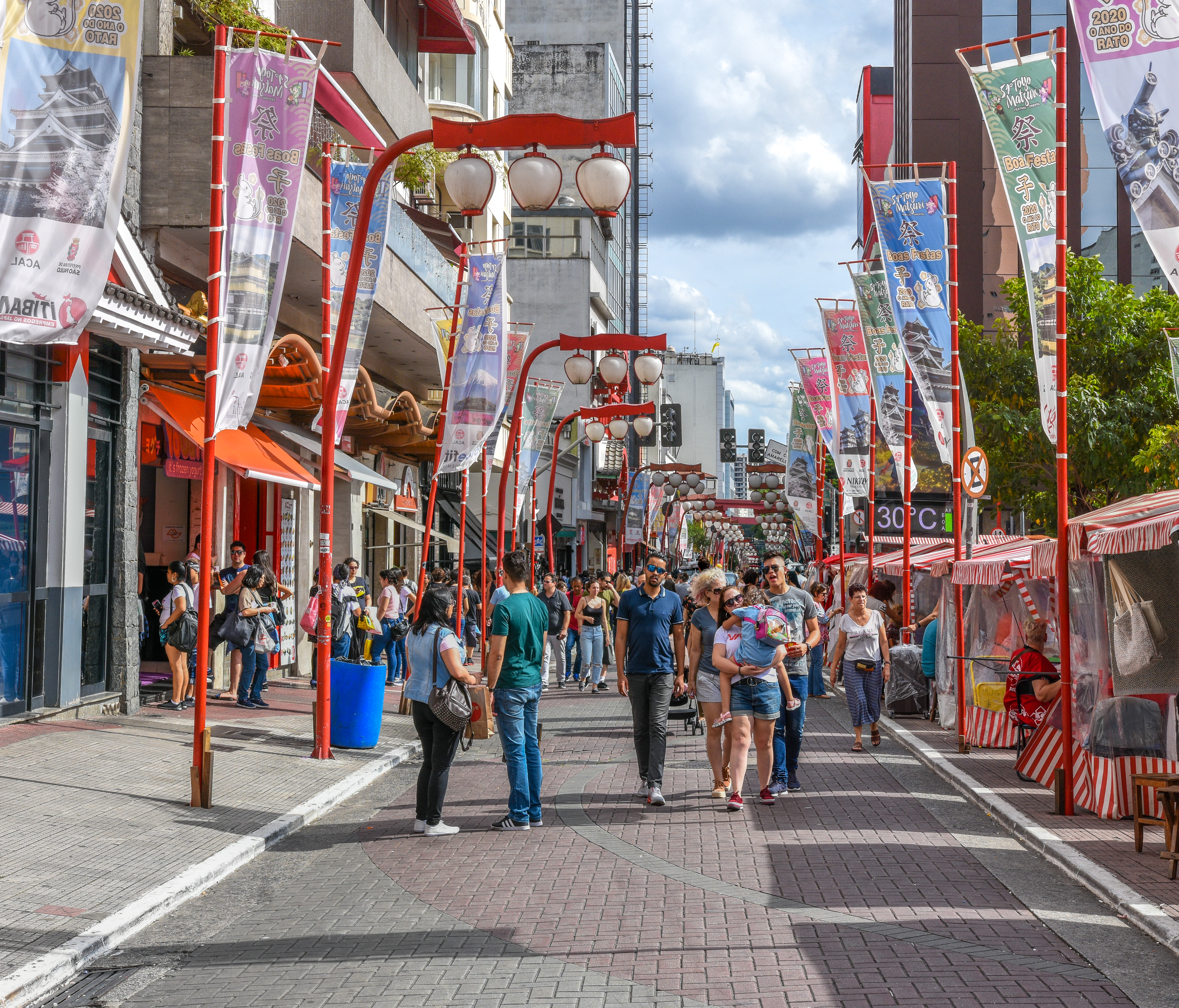
Quartier Liberdade dans la ville de São Paulo.

Selon une recherche génétique (ADN autosomal), la composition totale de la population de l'État de São Paulo est à 79 % européenne, 14 % africaine et 7 % indigène.
Comme tous les États du Sud du Brésil, l'État de São Paulo a été peuplé en grande partie par des émigrants européens, essentiellement Italiens (60 %), Espagnols, Portugais et Allemands, et par des Japonais et des Arabes du Proche-Orient.
Avec 15 millions de représentants, le groupe ethnique le plus nombreux à São Paulo est constitué des descendants d'Italiens. C'est de loin la plus grande concentration d'Italiens en dehors de l'Italie. La communauté espagnole est aussi importante avec 7 millions de descendants d'Espagnols. La population arabe, principalement chrétienne de descendance libanaise ou syrienne, est de 5 millions[réf. nécessaire] et les descendants d'Allemands sont environ 2 millions.
La population afro-brésilienne de São Paulo a augmenté durant les dernières décennies à cause de la forte migration venant du Nord-Est du Brésil.
Plus de dix pour cent de la population a une ascendance asiatique, principalement japonaise. São Paulo regroupe la plus grande population japonaise en dehors du Japon avec plus d'un million de Japonais à peine mélangés avec la population locale. Des Chinois et des Coréens sont également présents.

## Économie

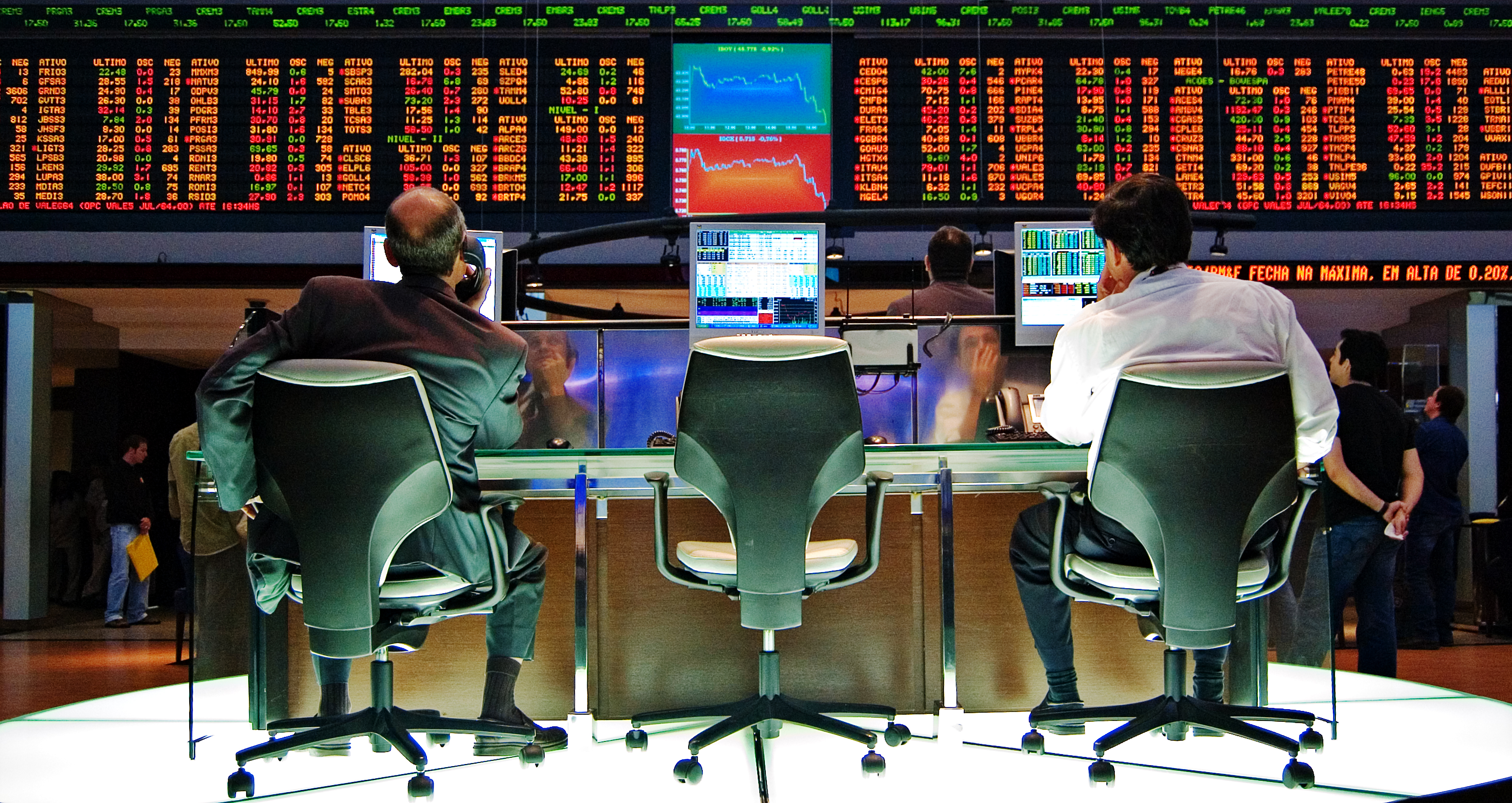
Bourse de São Paulo, l'une des 20 plus grandes au monde

L'État de São Paulo représente environ 1/3 du PIB brésilien. État le plus riche du Brésil, il possède une économie diversifiée mêlant agriculture, industrie et services. L'agriculture repose essentiellement sur la culture de la canne à sucre (destinée principalement à produire de l'éthanol) et du café. Les principales industries sont les industries mécaniques (notamment la construction automobile et l'aviation), les industries agroalimentaires (production de sucre, d'alcool et de jus d'orange), les industries textiles. Le secteur tertiaire fait de l'État de São Paulo un leader de l'économie brésilienne spécialement dans le secteur financier (dans la ville de São Paulo).
La production d'éthanol dans cet État a eu comme effet de faire radicalement augmenter le coût de production du maïs, du lait, du sucre et de la viande. Elle a entraîné également une hausse du prix de la terre (entre 2001 et 2006, la valeur moyenne de l'hectare a augmenté de 113 % dans l'État de São Paulo, principal producteur d'éthanol, selon une étude de l'Institut d'économie agricole, et de 160 % à Ribeirão Preto). Les producteurs d'éthanol comme Archer Daniels Midland ou le conglomérat Cosan, propriété du milliardaire pauliste Rubens Ometto Silveira Mello (pt), ont suscité les critiques de chercheurs qui craignent une éventuelle famine en raison d'une hausse probable du prix de la nourriture et de la monoculture, ce qui oblige les producteurs à importer les aliments essentiels. Le Mouvement des sans-terre est présent dans l'État, ayant notamment obtenu en 2007 l'expropriation par le gouvernement Lula da Silva de 1 780 hectares appartenant à la fazenda da Barra, dans la région de Ribeirão Preto, à 300 km de São Paulo.
L'histoire économique pauliste commence avec le cycle du café, qui continue jusqu'à la grande crise de 1929. La décadence de la culture du café provoque le transfert des capitaux vers l'industrie, qui se développe grâce à un marché consommateur et à la main-d'œuvre disponible, et ce, pour remplacer les importations.
L'accroissement le plus significatif de l'industrie a eu lieu durant le mandat du président Juscelino Kubitschek avec l'industrie automobile dans la région du Grand ABC (Santo André, São Bernardo et São Caetano).

### Agriculture

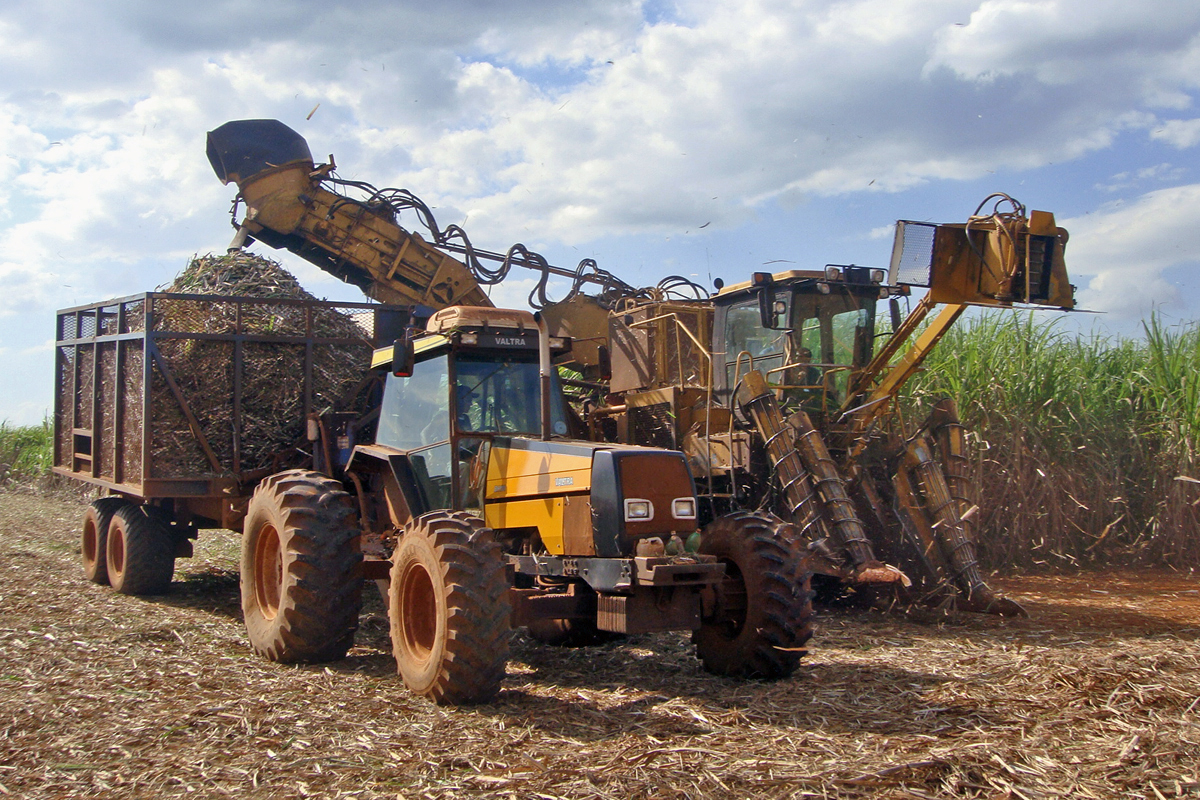
Récolteurs dans un champ de canne à sucre en Piracicaba

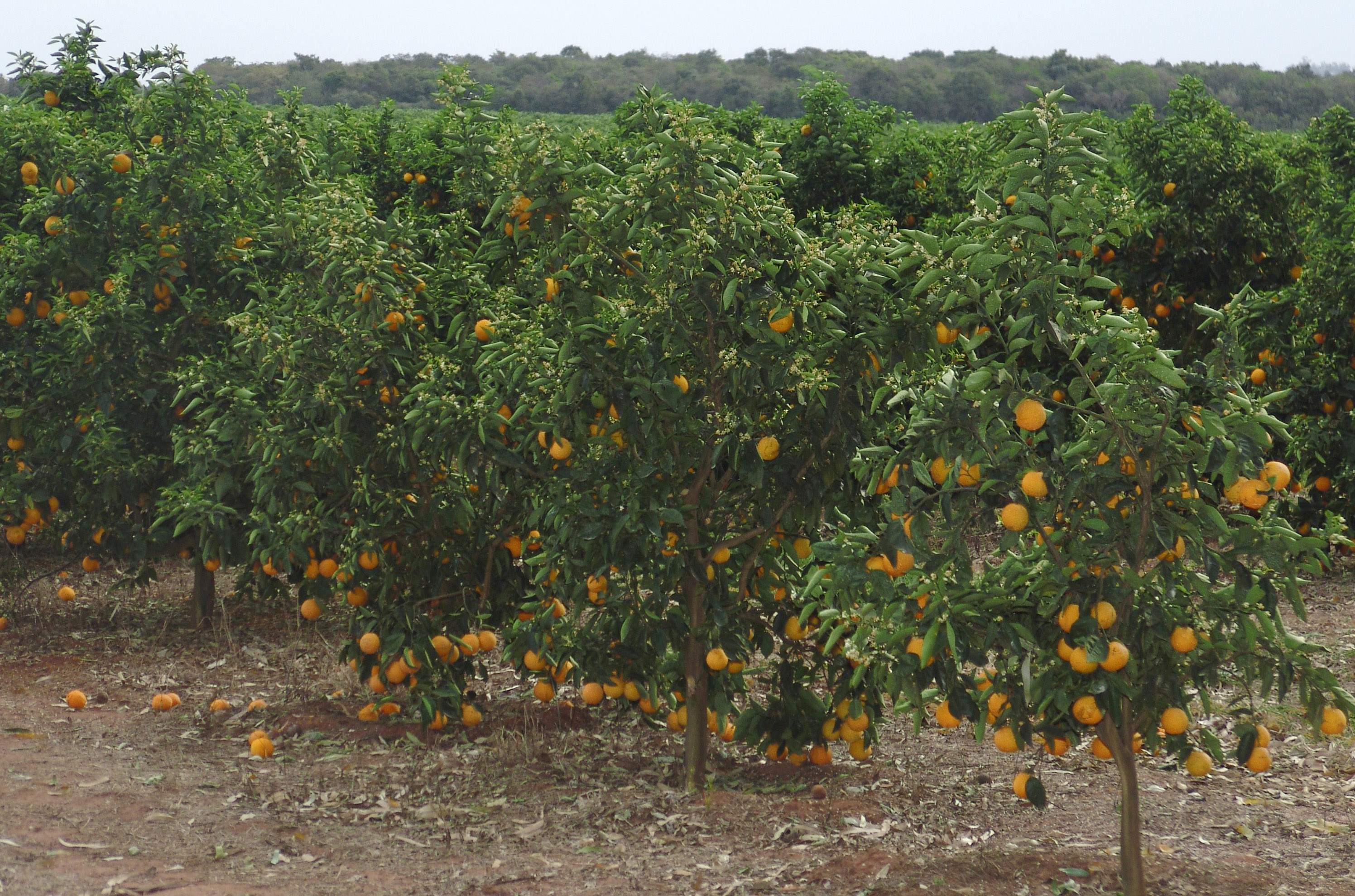
Orange à Avaré

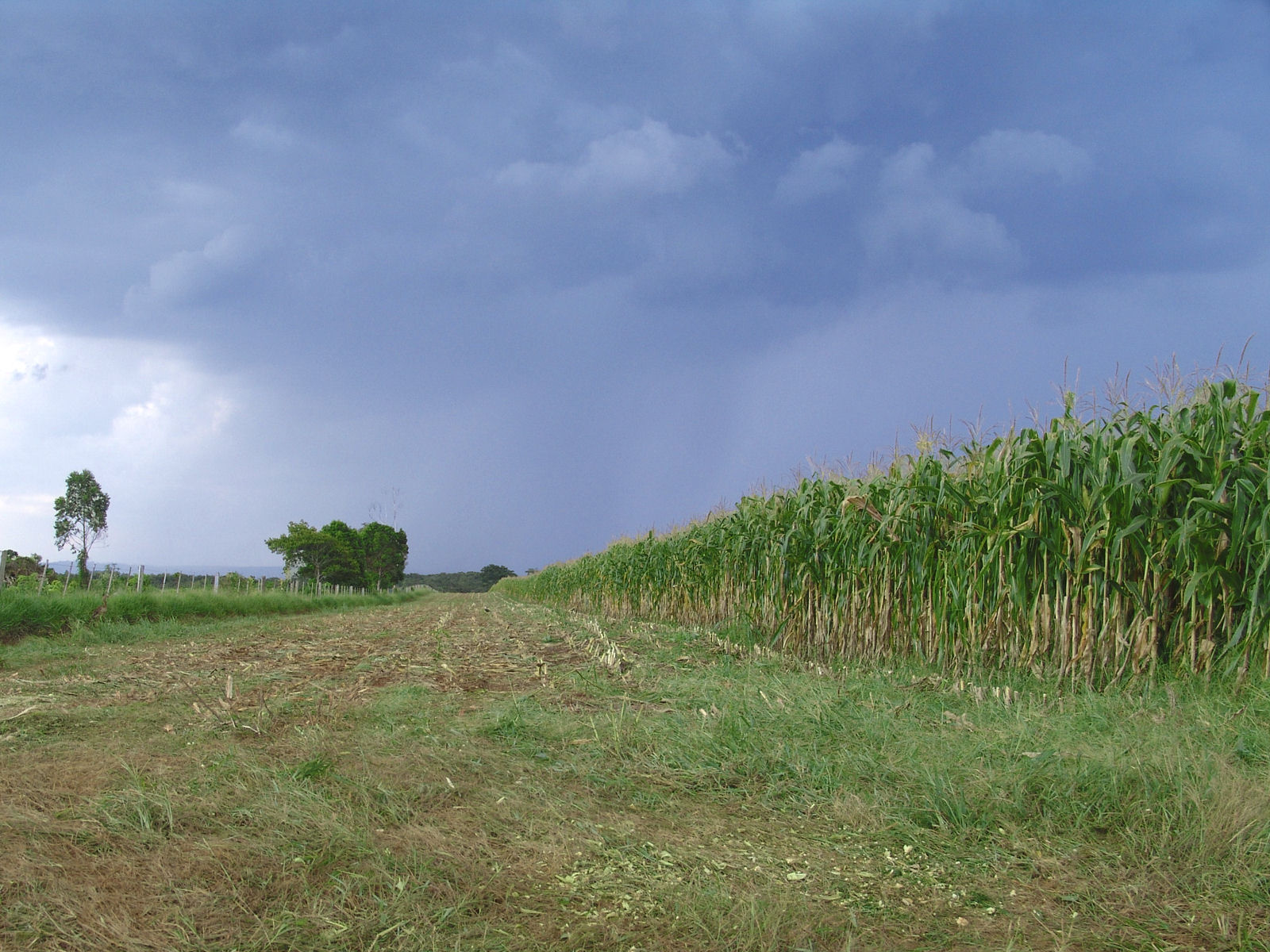
Maïs à Avaré

Dans l’agriculture, l’État de São Paulo est un producteur géant de canne à sucre et oranges, et produit également une importante production de café, soja, maïs, banane, arachide, citron, kaki, mandarine, manioc, carotte, pomme de terre et fraise.
En 2020, São Paulo a continué d'être le plus grand producteur national de canne à sucre, avec 341,8 millions de tonnes, responsable de 51,2% de la production,,.
Concernant les oranges, São Paulo est le principal producteur du pays et représente 77,5% du total national. En 2020, la production était estimée à 13,7 millions de tonnes, soit 334,6 millions de cartons de 40,8 kg. La majeure partie est destinée à l'industrialisation et à l'exportation de jus.
En 2017, São Paulo représentait 9,8% de la production nationale totale de café (troisième place),.
L'État de São Paulo concentre plus de 90% de la production nationale d'arachides et le Brésil exporte environ 30% des arachides qu'il produit.
São Paulo est également le premier producteur national de banane, avec 1 million de tonnes en 2018. Le pays a produit 6,7 millions de tonnes cette année. Le Brésil était déjà le 2e producteur mondial de fruits, actuellement en 3e place, ne le cédant qu’à l'Inde et à l'Équateur,.
La culture du soja, en revanche, est en augmentation, mais elle ne fait pas partie des plus grands producteurs nationaux de cette céréale. Lors de la récolte 2018/2019, São Paulo a récolté 3 millions de tonnes (le Brésil en a produit 120 millions).
São Paulo a également une production considérable de maïs. En 2019, il a produit près de 2 millions de tonnes. C'est le sixième producteur de ce grain au Brésil. La demande de l'État est estimée à 9 millions de tonnes, pour l'alimentation animale, ce qui oblige l'État de São Paulo à acheter du maïs à d'autres unités de la Fédération.
Dans la production de manioc, le Brésil a produit un total de 17,6 millions de tonnes en 2018. São Paulo était le troisième producteur du pays, avec 1,1 million de tonnes.
En 2018, São Paulo était le plus grand producteur de mandarine au Brésil. Concernant le kaki, São Paulo est le premier producteur du pays avec 58%. Le Sud-Est est le plus grand producteur de citron du pays, avec 86% du total obtenu en 2018 ; l'État de São Paulo à lui seul produit 79% du total,,.
En 2019, au Brésil, il y avait une zone de production totale d'environ 4 000 hectares de fraises. São Paulo se classe deuxième au Brésil avec 800 hectares, avec une production concentrée dans les municipalités de Piedade, Campinas, Jundiaí, Atibaia et les municipalités voisines.
En ce qui concerne la carotte, le Brésil s'est classé cinquième au classement mondial en 2016, avec une production annuelle d'environ 760 000 tonnes. Par rapport aux exportations de ce produit, le Brésil occupe la septième position mondiale. Minas Gerais et São Paulo sont les deux plus grands producteurs du Brésil. À São Paulo, les municipalités productrices sont Piedade, Ibiúna et Mogi das Cruzes. Quant à la pomme de terre, le principal producteur national est l'État du Minas Gerais, avec 32% du total produit dans le pays. En 2017, Minas Gerais a récolté environ 1,3 million de tonnes de produit. São Paulo détient 24% de la production,,,.

### Bétail

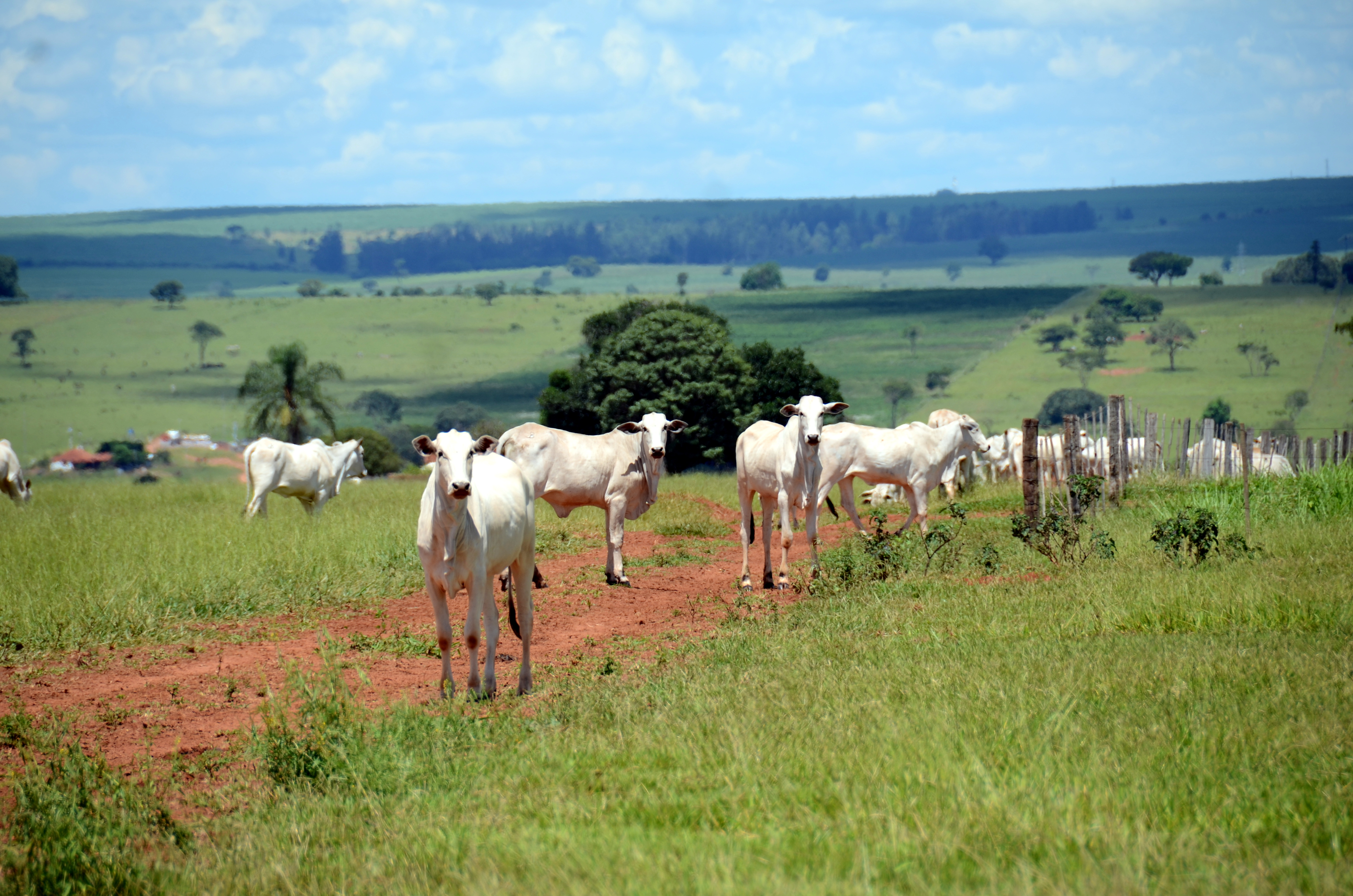
Bovins à João Ramalho

En ce qui concerne le troupeau bovin, en 2019, São Paulo comptait environ 10,3 millions de têtes de bétail (6,1 millions pour la viande bovine, 1 million pour la production laitière, 3 millions pour les deux). La production de lait cette année était de 1,78 milliard de litres. Le nombre de poules pondeuses était de 56,49 millions. La production d'œufs était de 1,34 milliard de douzaines. L'État de São Paulo est le premier producteur national avec 29,4%. Dans les volailles pour la consommation à São Paulo, il y avait une production de 690,96 millions de têtes en 2019, soit l'équivalent d'une offre de 1,57 million de tonnes de poulet. Le nombre de porcs dans l'État en 2019 est de 929,62 mille têtes. La production était de 1,46 million de têtes, soit 126 000 tonnes de porc.
En 2018, en ce qui concerne les poulets, la première région au classement était le Sud-Est, avec 38,9% de la tête totale du pays. Un total de 246,9 millions de poulets a été estimé pour 2018. L'État de São Paulo était responsable de 21,9%. La production nationale d'œufs de poule était de 4,4 milliards de douzaines en 2018. La région du Sud-Est était responsable de 43,8% du total produit. L'État de São Paulo était le plus grand producteur national (25,6%). Le nombre de cailles était de 16,8 millions d'oiseaux. Le Sud-Est est responsable de 64%, mettant en évidence São Paulo (24,6%).

### Industrie

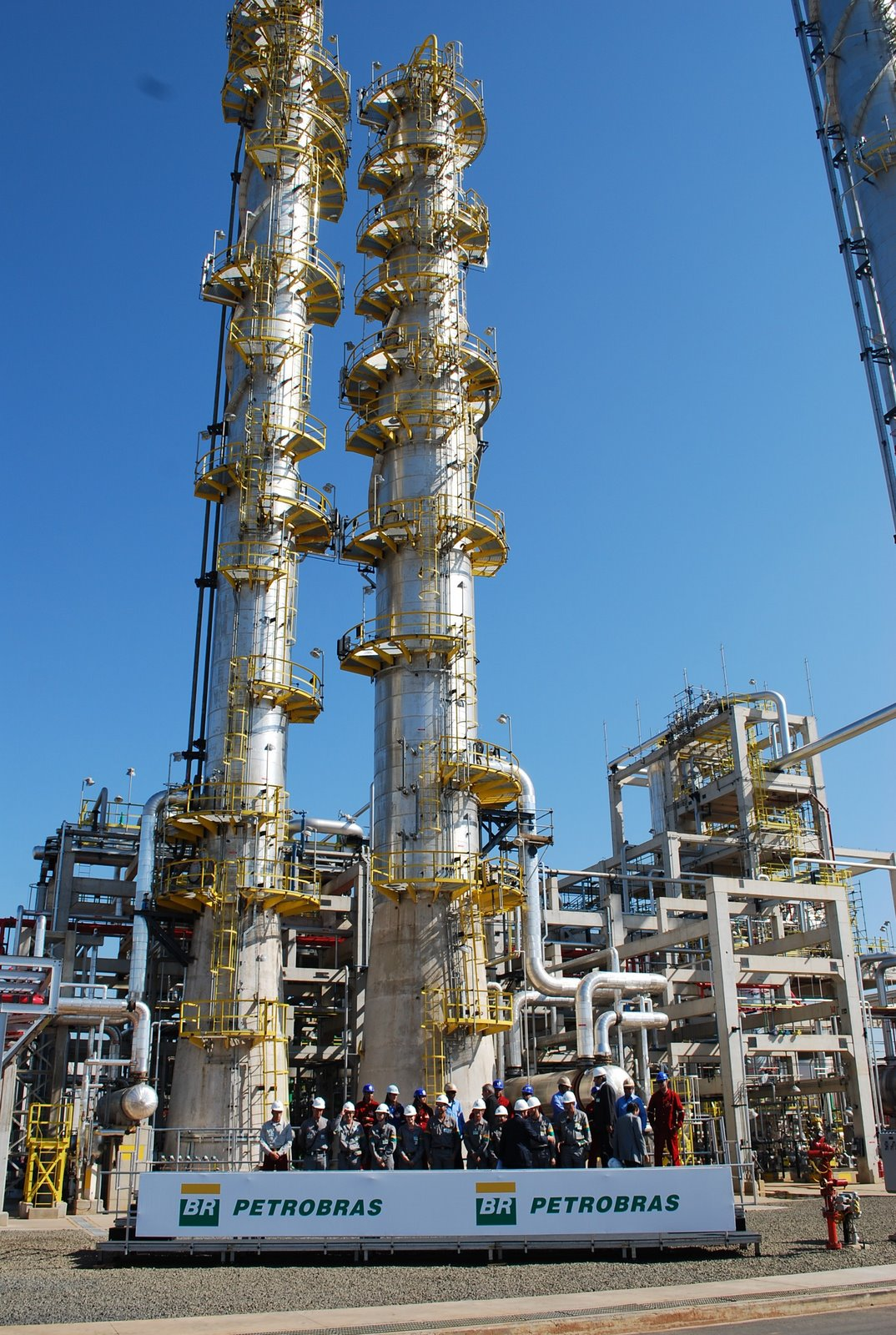
REPLAN, la plus grande raffinerie de pétrole du Brésil, en Paulinia

En ce qui concerne l'industrie, São Paulo avait un PIB industriel de 378,7 milliards de reais en 2017, soit 31,6% de l'industrie nationale et employait 2 859 258 travailleurs dans l'industrie. Les principaux secteurs industriels sont : la construction (18,7%), l'alimentation (12,7%), les produits chimiques (8,4%), les services industriels pour les services publics, tels que l'électricité et l'eau (7,9%), et les véhicules automobiles (7,0%). Ces 5 secteurs concentrent 54,7% de l'industrie de l'État.
En 2019, Rio de Janeiro était le plus grand producteur de pétrole et de gaz naturel du Brésil, avec 71% du volume total produit. São Paulo occupe la deuxième place, avec une part de 11,5% dans la production totale.

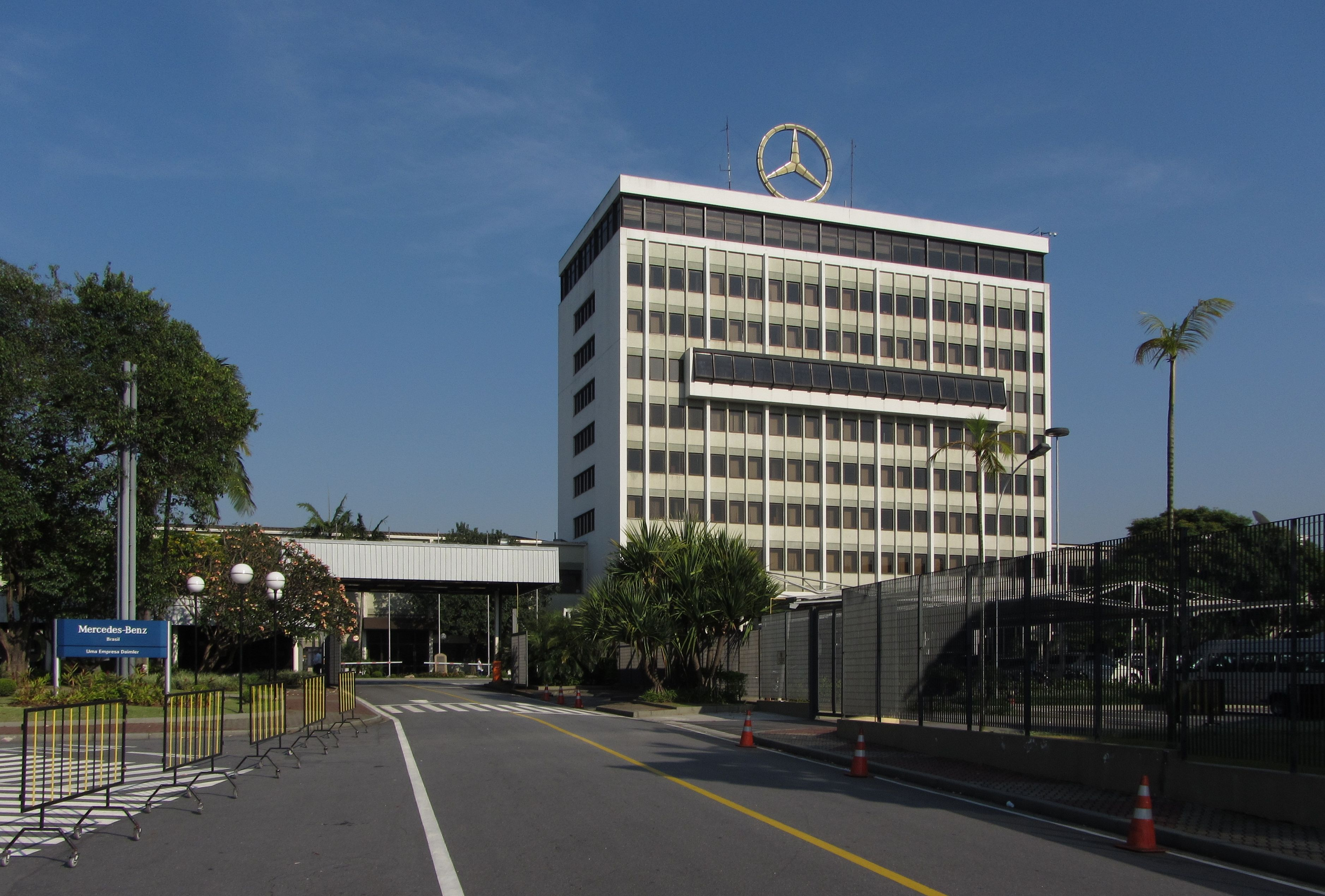
Siège de Mercedes-Benz Brésil à São Bernardo do Campo

Au Brésil, le secteur automobile représente environ 22% du PIB industriel. ABC Paulista est le premier centre et le plus grand centre automobile du Brésil. Alors que la fabrication du pays se limitait pratiquement à ABC, l'État représentait 74,8% de la production brésilienne en 1990. En 2017, cet indice est tombé à 46,6%, et en 2019, à 40,1%, en raison d'un phénomène d'internalisation de la production automobile au Brésil , motivée par des facteurs tels que les syndicats, qui alourdissaient excessivement la masse salariale et la charge de travail, décourageait les investissements et favorisait la recherche de nouvelles villes. Le développement des villes ABC a également contribué à freiner l'attractivité, en raison de la hausse des coûts immobiliers et d'une densité plus élevée de zones résidentielles. São Paulo a des usines de GM, Volkswagen, Ford, Honda, Toyota, Hyundai, Mercedes-Benz, Scania et Caoa,.
Dans la production de tracteurs, en 2017, les principaux fabricants au Brésil étaient John Deere, New Holland, Massey Ferguson, Valtra, Case IH et le Brésilien Agrale. Ils ont tous des usines dans le sud-est, essentiellement à São Paulo.
Dans l'industrie sidérurgique, la production brésilienne d'acier brut était de 32,2 millions de tonnes en 2019. Le Minas Gerais représentait 32,3% du volume produit sur la période, avec 10 408 millions de tonnes. Les autres plus grands centres sidérurgiques du Brésil en 2019 étaient: Rio de Janeiro (8 531 millions de tonnes), Espírito Santo (6 478 millions de tonnes) et São Paulo (2 272 millions de tonnes). Certains fabricants d'acier à São Paulo sont COSIPA (propriété d'Usiminas), Aços Villares et Gerdau, qui possède des usines à Mogi das Cruzes et Pindamonhangaba, qui produisent de l'acier spécial, et Araçariguama, qui produit de l'acier long pour la construction civile.

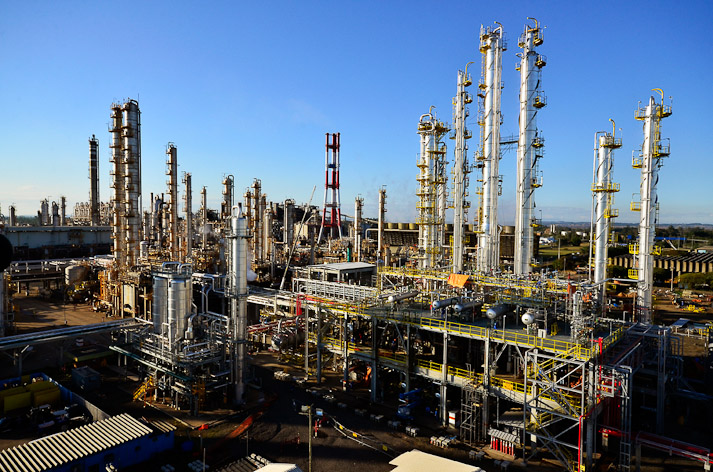
Braskem installation industrielle

En 2011, le Brésil comptait la sixième industrie chimique en importance au monde, avec des ventes nettes de 157 milliards de dollars américains, soit 3,1% des ventes mondiales. À cette époque, il y avait 973 usines chimiques à usage industriel. Ils sont concentrés dans la région du sud-est, principalement à São Paulo. L'industrie chimique a contribué pour 2,7% au PIB brésilien en 2012 et a été établie comme le quatrième secteur en importance de l'industrie manufacturière. Bien qu'elle enregistre l'une des plus grosses ventes du secteur au monde, l'industrie chimique brésilienne a connu en 2012 et 2013 un fort transfert de production à l'étranger, avec une baisse de la production industrielle nationale et une augmentation des importations. Un tiers de la consommation du pays était alimenté par les importations. 448 produits ont cessé d'être fabriqués au Brésil entre 1990 et 2012. Cela a entraîné l'interruption de 1 710 lignes de production. En 1990, la part des produits importés dans la consommation brésilienne n'était que de 7%, en 2012 elle était de 30%. Les principales entreprises du secteur au Brésil sont : Braskem, BASF, Bayer, entre autres. En 2018, le secteur chimique brésilien était le huitième au monde, représentant 10% du PIB industriel national et 2,5% du PIB total. En 2020, les importations occuperont 43% de la demande interne de produits chimiques. Depuis 2008, l'utilisation moyenne des capacités dans l'industrie chimique brésilienne se situe à un niveau considéré comme faible, allant de 70 à 83%,,.

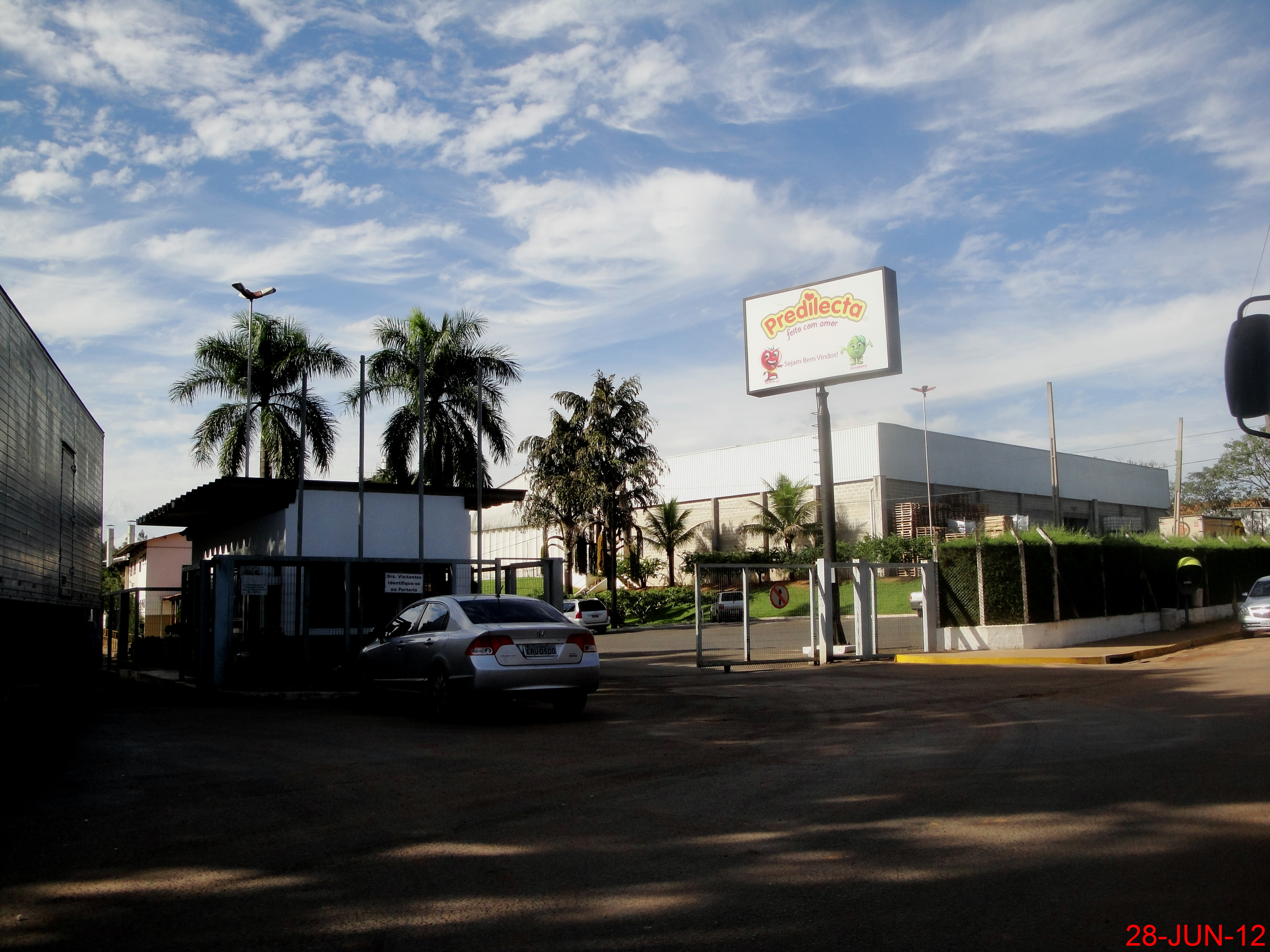
Usine Predilecta à Matão

Dans l'industrie alimentaire, en 2019, le Brésil était le deuxième plus grand exportateur d'aliments transformés au monde, avec une valeur de 34,1 milliards de dollars en exportations. Le revenu de l'industrie brésilienne des aliments et des boissons en 2019 était de 699,9 milliards de reais, soit 9,7% du produit intérieur brut du pays. En 2015, l'industrie des aliments et des boissons au Brésil comprenait 34 800 entreprises (sans compter les boulangeries), dont la grande majorité étaient de petite taille. Ces entreprises employaient plus de 1 600 000 travailleurs, faisant de l'industrie des aliments et des boissons le plus grand employeur de l'industrie manufacturière. Il existe environ 570 grandes entreprises au Brésil, qui concentrent une bonne partie du revenu total de l'industrie. São Paulo a créé des entreprises telles que: Yoki, Vigor, Minerva Foods, Bauducco, Santa Helena, Marilan, Ceratti, Fugini, Chocolates Pan, Embaré, entre autres,,.

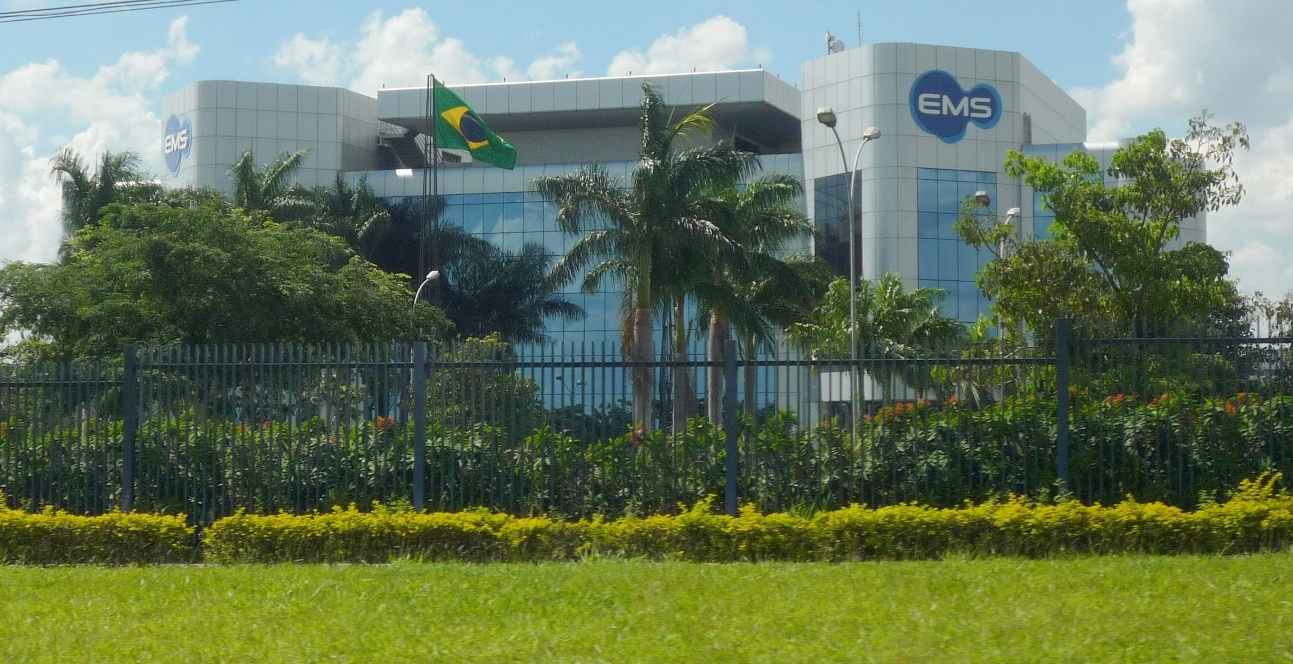
EMS siège à Hortolândia

Dans l'industrie pharmaceutique, la plupart des entreprises brésiliennes sont établies depuis longtemps à São Paulo et Rio de Janeiro. En 2019, la situation était que, en raison des avantages fiscaux offerts dans des États comme Pernambuco, Goiás et Minas Gerais, les entreprises ont quitté RJ et SP pour se rendre dans ces États. En 2017, le Brésil était considéré comme le sixième plus grand marché pharmaceutique au monde. Les ventes de médicaments dans les pharmacies ont atteint environ 57 milliards de reais (17,79 milliards de dollars EU) dans le pays. Le marché pharmaceutique brésilien comptait 241 laboratoires régularisés et autorisés pour la vente de médicaments. Parmi eux, la majorité (60%) ont un capital national. Les entreprises multinationales détenaient environ 52,44% du marché, dont 34,75% dans les emballages commercialisés. Les laboratoires brésiliens représentent 47,56% du marché en ventes et 65,25% en boîtes vendues. Dans la répartition des ventes de médicaments par État, São Paulo s'est classée première : l'industrie pharmaceutique de São Paulo a réalisé un chiffre d'affaires de 53,3 milliards de reais, 76,8% des ventes totales à travers le pays. Les entreprises qui ont le plus bénéficié de la vente de médicaments dans le pays en 2015 étaient EMS, Hypermarcas (NeoQuímica), Sanofi (Medley), Novartis, Aché, Eurofarma, Takeda, Bayer, Pfizer et GSK,,.

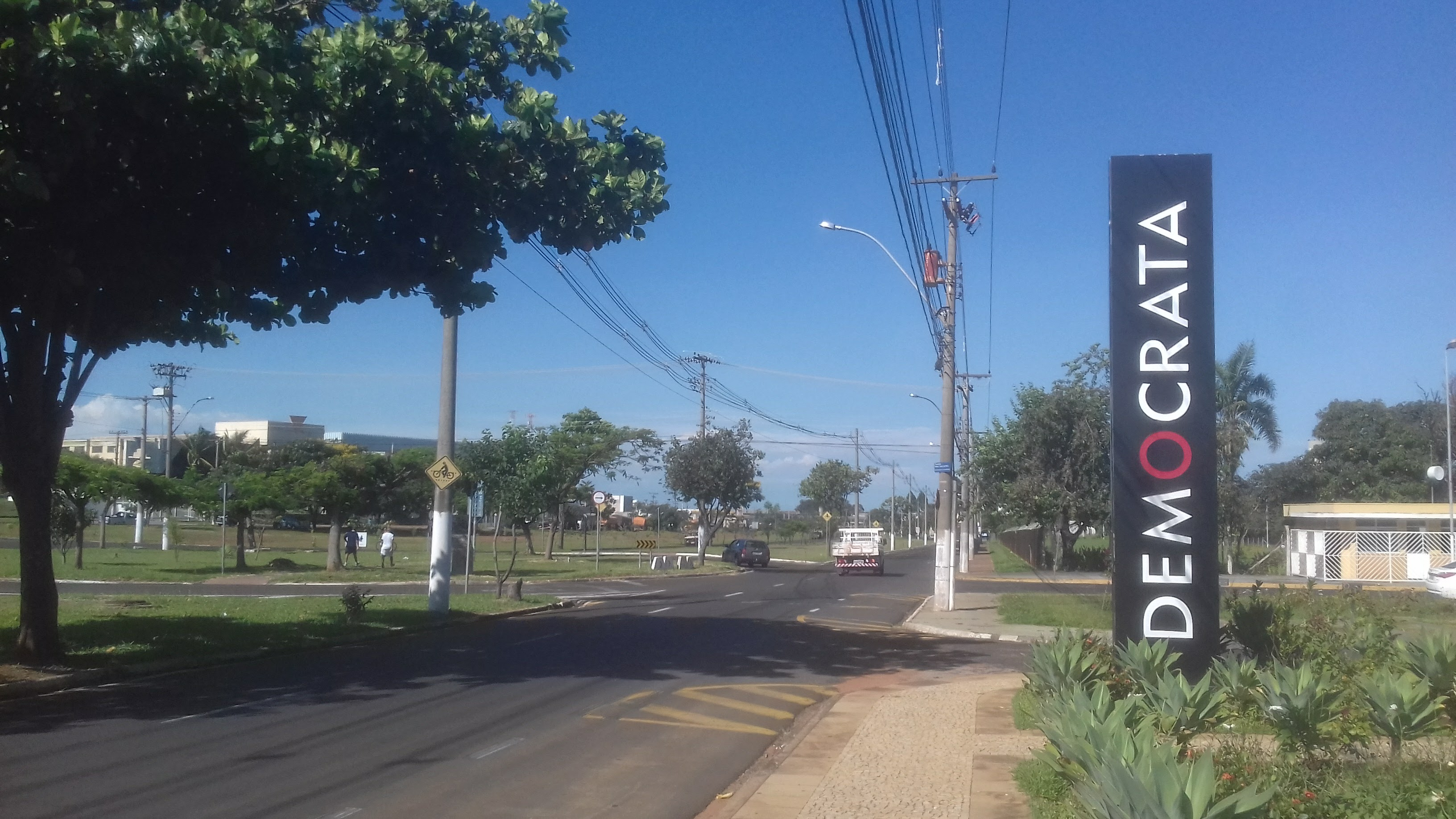
Portique de l'usine de chaussures pour hommes Democrata à Franca

Dans l'industrie de la chaussure, le Brésil a produit en 2 019 972 millions de paires. Les exportations étaient d'environ 10%, atteignant près de 125 millions de paires. Le Brésil occupe le quatrième rang des producteurs mondiaux, derrière la Chine, l'Inde et le Vietnam, et le 11e parmi les plus grands exportateurs. Parmi les paires produites, 49% étaient en plastique ou en caoutchouc, 28,8% étaient en stratifié synthétique et seulement 17,7% étaient en cuir. Le plus grand polo du Brésil est situé à Rio Grande do Sul, mais São Paulo possède d'importants centres de chaussures, comme celui de la ville de Franca, spécialisé dans les chaussures pour hommes, dans la ville de Jaú, spécialisée dans les chaussures pour femmes et dans la ville de Birigui, spécialisée dans les chaussures pour enfants. Jaú, Franca et Birigui représentent 92% de la production de chaussures dans l'état de São Paulo. Birigui compte 350 entreprises, qui génèrent environ 13 000 emplois, produisant 45,9 millions de paires par an. 52% des chaussures pour enfants du pays sont produites dans cette ville. De Birigui est venue la majorité des usines de chaussures pour enfants les plus célèbres du pays. Jaú possède 150 usines qui produisent environ 130 000 paires de chaussures pour femmes bon marché par jour. Le secteur de la chaussure à Franca compte environ 550 entreprises et emploie environ 20 000 salariés. La plupart des usines de chaussures pour hommes les plus célèbres du pays proviennent de São Paulo. Dans l'ensemble, cependant, l'industrie brésilienne a eu du mal à concurrencer la chaussure chinoise, qui a un prix imbattable en raison de la différence de perception des taxes d'un pays à l'autre, en plus de l'absence de fortes taxes brésiliennes sur le travail en Chine, et L'homme d'affaires brésilien a dû investir dans des produits à valeur ajoutée, alliant qualité et design, pour survivre,,,,.
Dans l'industrie textile, le Brésil, bien qu'étant parmi les 5 plus grands producteurs mondiaux en 2013, et représentatif dans la consommation de textiles et de vêtements, est très peu intégré dans le commerce mondial. En 2015, les importations brésiliennes se classaient au 25e rang (5,5 milliards de dollars EU). Et au niveau des exportations, il n'était que 40e au classement mondial. La part du Brésil dans le commerce mondial des textiles et des vêtements n'est que de 0,3%, en raison de la difficulté de concurrencer les prix des producteurs indiens et principalement chinois. La valeur brute de la production, qui comprend la consommation de biens intermédiaires et de services, de l'industrie textile brésilienne correspondait à près de 40 milliards de reais en 2015, soit 1,6% de la valeur brute de la production industrielle au Brésil. São Paulo (37,4%) est le plus gros producteur. Les principales zones productives de São Paulo sont la région métropolitaine de São Paulo et Campinas.

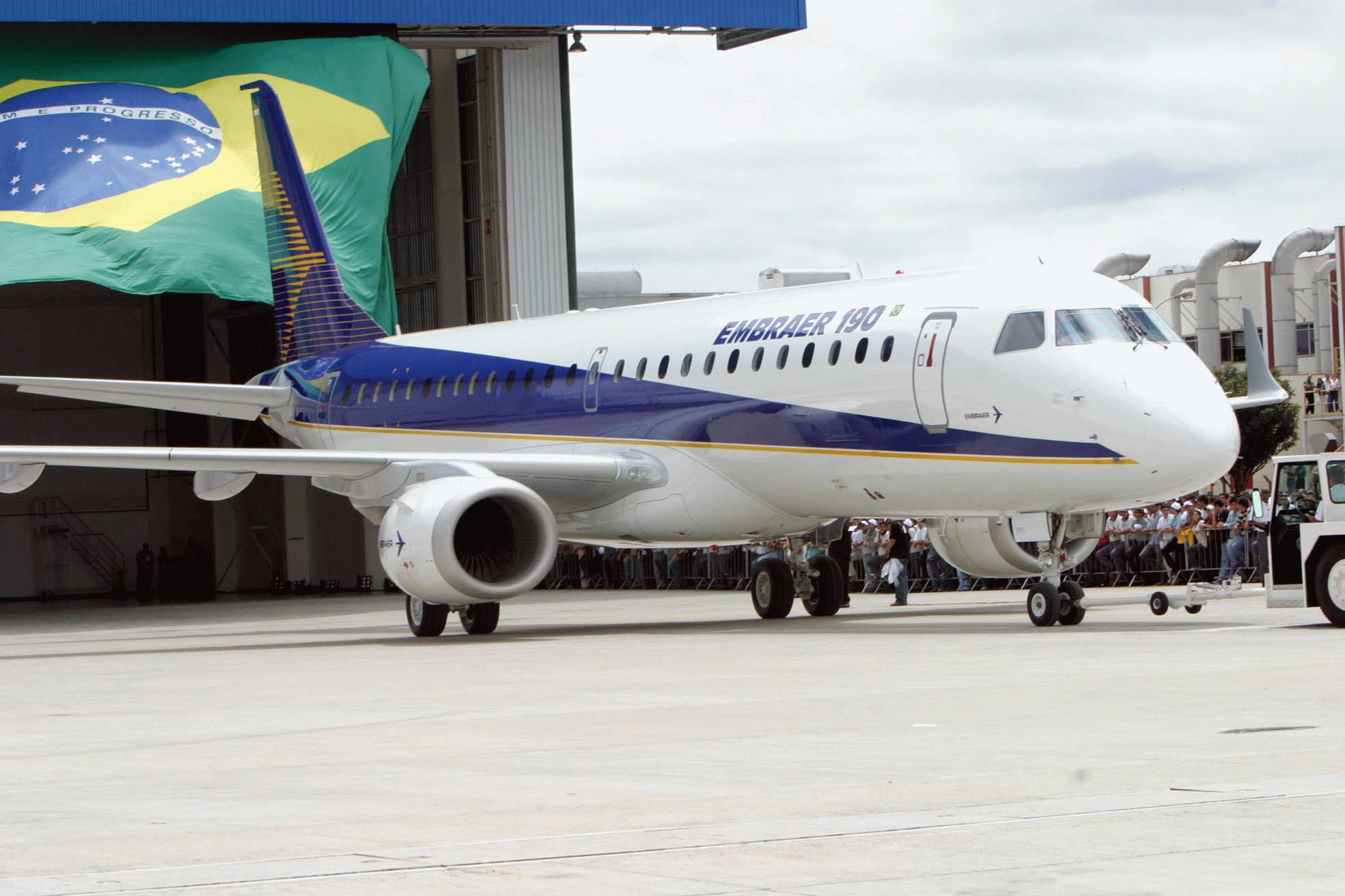
Embraer 190, développé par Embraer à São José dos Campos.

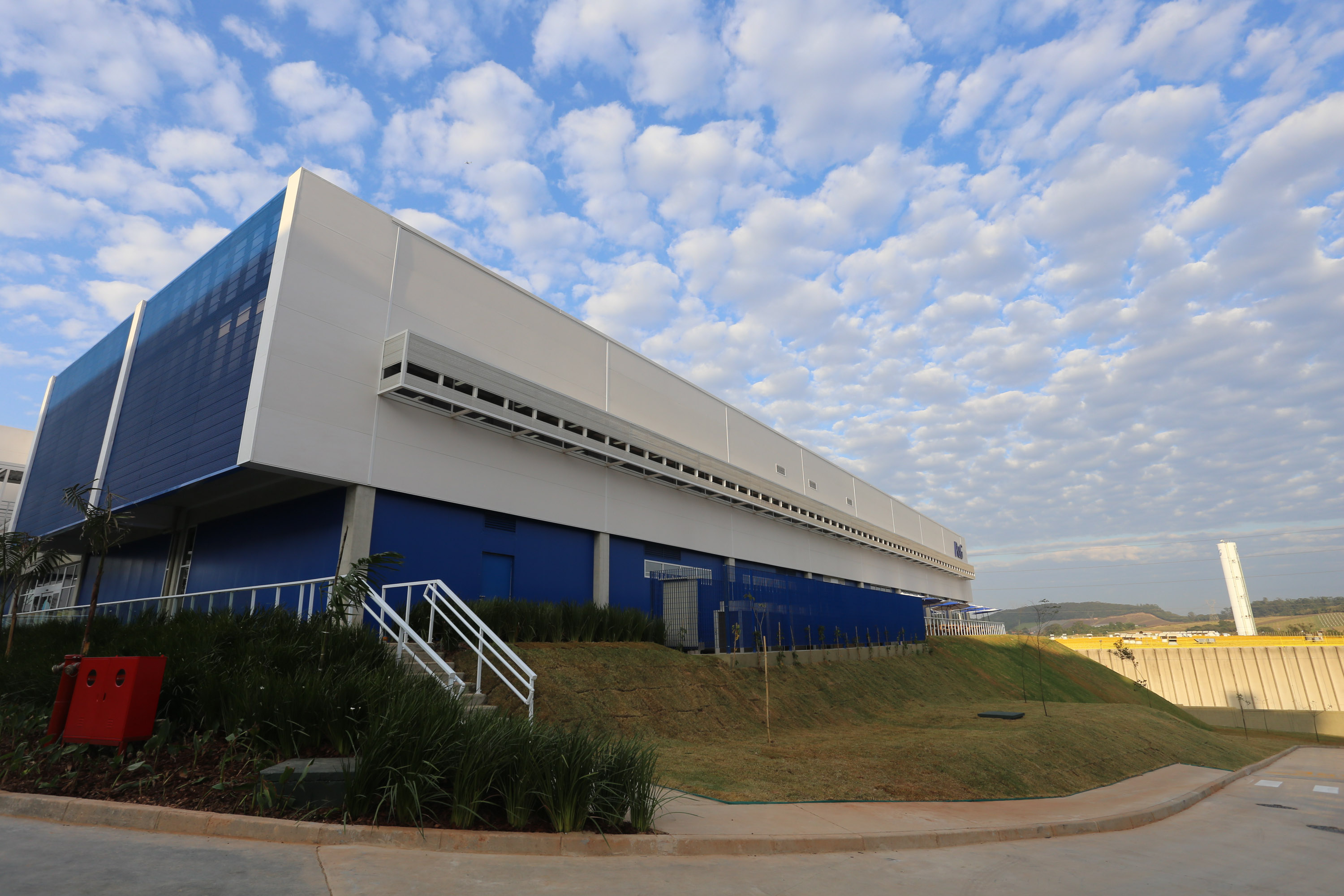
Procter & Gamble usine à Louveira

Dans l'industrie électronique, la facturation des industries au Brésil a atteint 153,0 milliards de reais en 2019, soit environ 3% du PIB national. Le nombre d'employés du secteur était de 234 500 personnes. Les exportations se sont chiffrées à 5,6 milliards de dollars et les importations du pays à 32,0 milliards de dollars. Le Brésil, malgré des efforts de plusieurs décennies pour se débarrasser de sa dépendance à l'égard des importations de technologie, n'a pas encore atteint ce niveau. Les importations sont concentrées sur des composants coûteux tels que des processeurs, des microcontrôleurs, des mémoires, des disques magnétiques, des lasers, des LED et des LCD montés en dessous. Les câbles pour les télécommunications et la distribution d'électricité, les câbles, les fibres optiques et les connecteurs sont fabriqués dans le pays. Le Brésil possède deux grands centres de production de produits électroniques, situés dans la région métropolitaine de Campinas, dans l'État de São Paulo, et dans la zone de libre-échange de Manaus, dans l'État d'Amazonas. Il existe de grandes entreprises technologiques de renommée internationale ainsi qu'une partie des industries qui participent à sa chaîne d'approvisionnement. Le pays possède également d'autres centres plus petits, tels que les municipalités de São José dos Campos et São Carlos, dans l'État de São Paulo. À Campinas, il existe des unités industrielles de groupes tels que General Electric, Samsung, HP et Foxconn, un fabricant de produits Apple et Dell. São José dos Campos, se concentre sur l'industrie aéronautique. C'est là que se trouve le siège social d'Embraer, une société brésilienne qui est le troisième avionneur au monde, après Boeing et Airbus. Dans la production de téléphones portables et autres produits électroniques, Samsung produit à Campinas ; LG produit à Taubaté ; Flextronics, qui produit des téléphones portables Motorola, produit à Jaguariúna ; et Semp-TCL produit à Cajamar,,.
Dans l'industrie de l'électroménager, les ventes ont été de 12,9 millions d'unités en 2017. Le secteur a connu son pic de ventes en 2012, avec 18,9 millions d'unités. Les marques les plus vendues sont Brastemp, Electrolux, Consul et Philips. Brastemp est originaire de São Bernardo do Campo. São Paulo est également le lieu de fondation de Metalfrio.
Plusieurs multinationales célèbres ont des usines à São Paulo, telles que Coca-Cola, Nestlé, Pepsico, Ambev, Procter & Gamble et Unilever.

## Tourisme

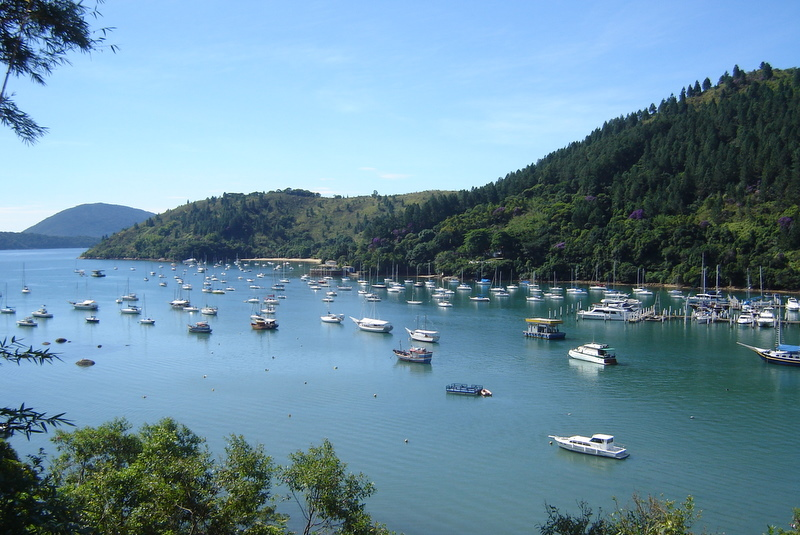
Ubatuba.

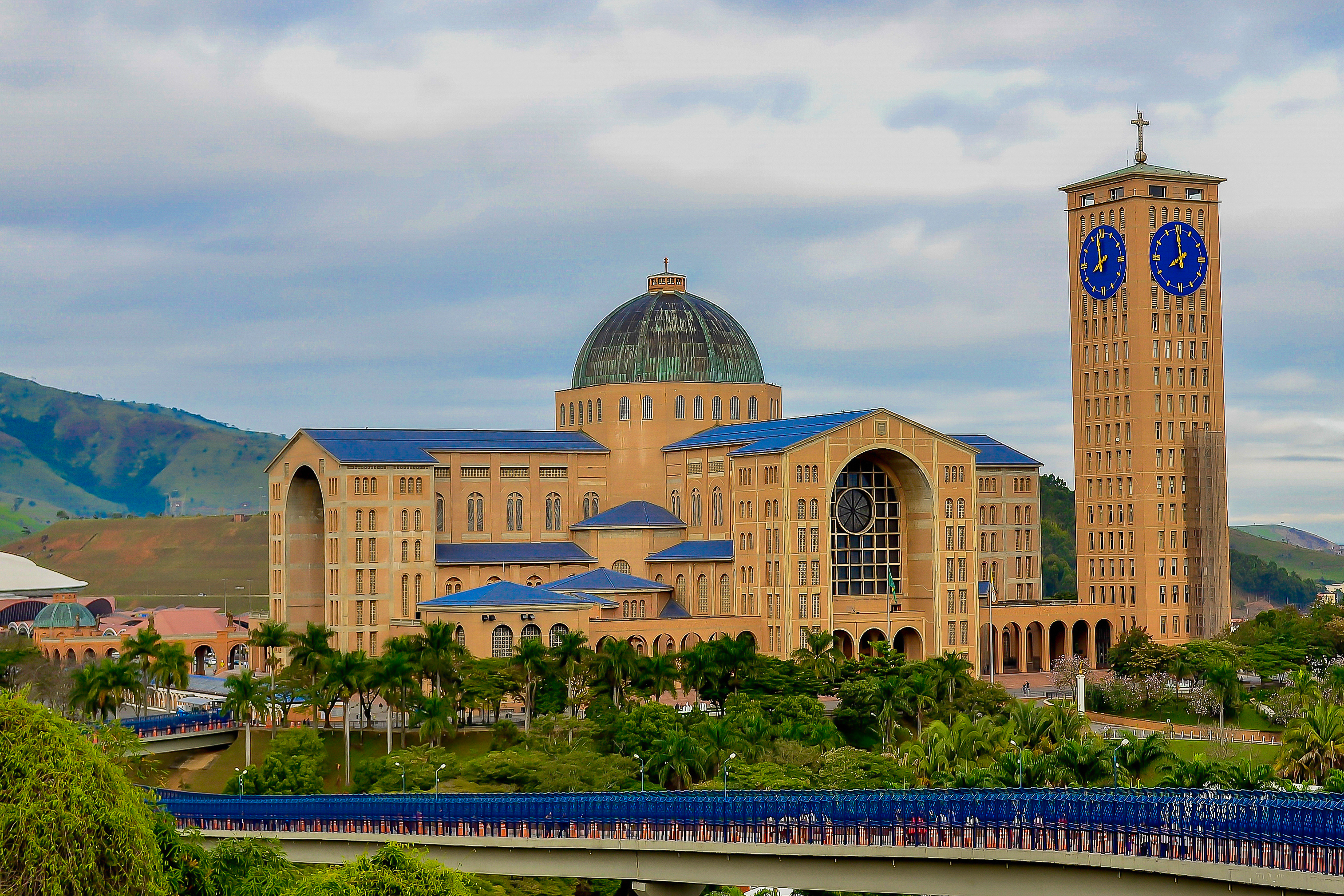
Basilique Notre-Dame d'Aparecida.

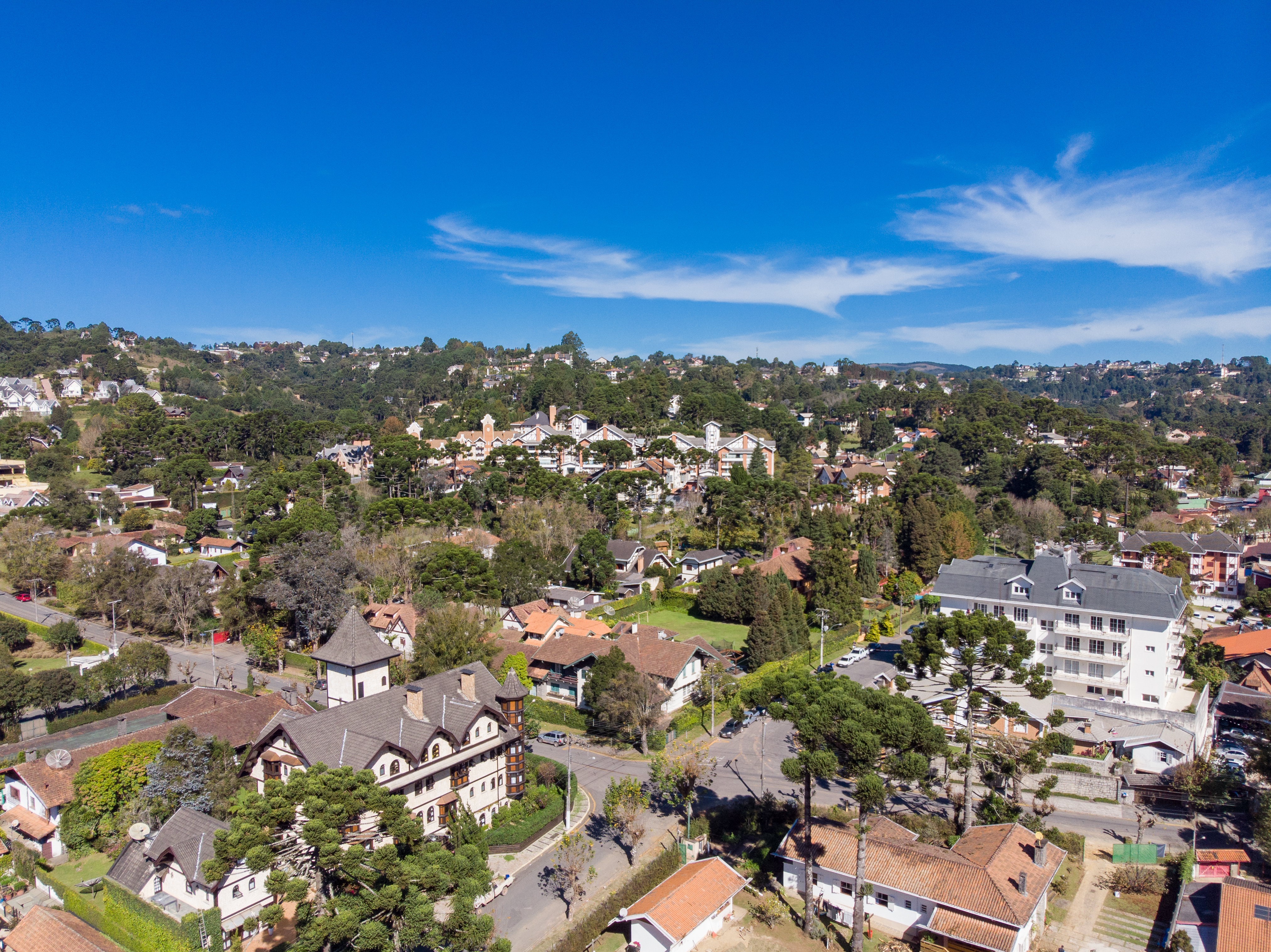
Campos do Jordão.

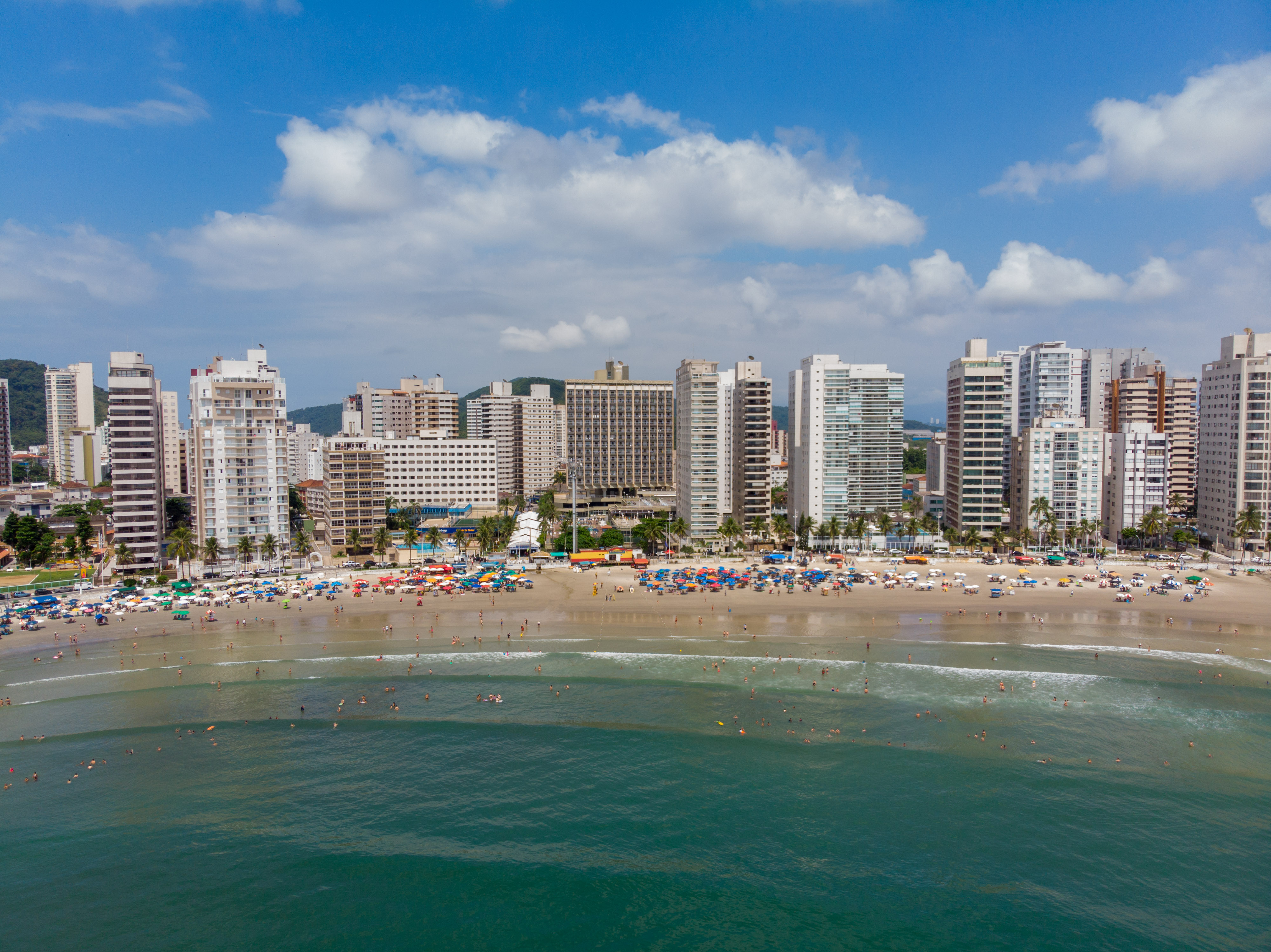
Guarujá.

Une partie importante de l'économie de l'État est le tourisme. En plus d'être un centre financier, l'État offre également une grande variété de destinations touristiques :
São Paulo, capitale de l'État, est le centre du tourisme d'affaires au Brésil, qui offre à la ville environ 45 000 événements par an. São Paulo possède également la plus grande chaîne hôtelière du Brésil. La ville est également en demande dans le tourisme gastronomique culinaire après avoir reçu le titre de "Capitale mondiale de la gastronomie".
La côte de l'État de São Paulo, le long de l'océan Atlantique Sud, compte 622 km de plages de tous types et de toutes tailles. Parmi les villes qui reçoivent le plus de touristes en été figurent Santos, Praia Grande, Ubatuba, São Sebastião, entre autres.
Un tourisme rural et thermal est également pratiqué à l'intérieur des terres. Par ailleurs, des éco-municipalités au climat européen, des cascades, des grottes, des rivières, des montagnes, des stations thermales, des parcs, des bâtiments historiques des XVIe, XVIIe et XVIIIe siècles et des sites archéologiques de l'architecture de l'église catholique romaine constituent autant de lieux d'intérêt pour les touristes. Aparecida est la ville la plus importante du tourisme religieux au Brésil.
L'État possède des parcs à thème tels que Hopi Hari, l'un des principaux du Brésil, dans la région métropolitaine de Campinas ; le complexe comprend également un hôtel et le parc aquatique Wet 'n Wild. Il y a aussi le parc aquatique Thermas dos Laranjais, qui est le parc aquatique le plus visité d'Amérique latine et le cinquième au monde, situé à Olímpia, une municipalité du nord de l'État. En hiver, la ville de Campos do Jordão apparaît comme la principale référence touristique de l'État, avec le Festival d'hiver et plusieurs autres attractions dans un environnement où la température peut descendre en dessous de 0 degrés Celsius.

## Infrastructures

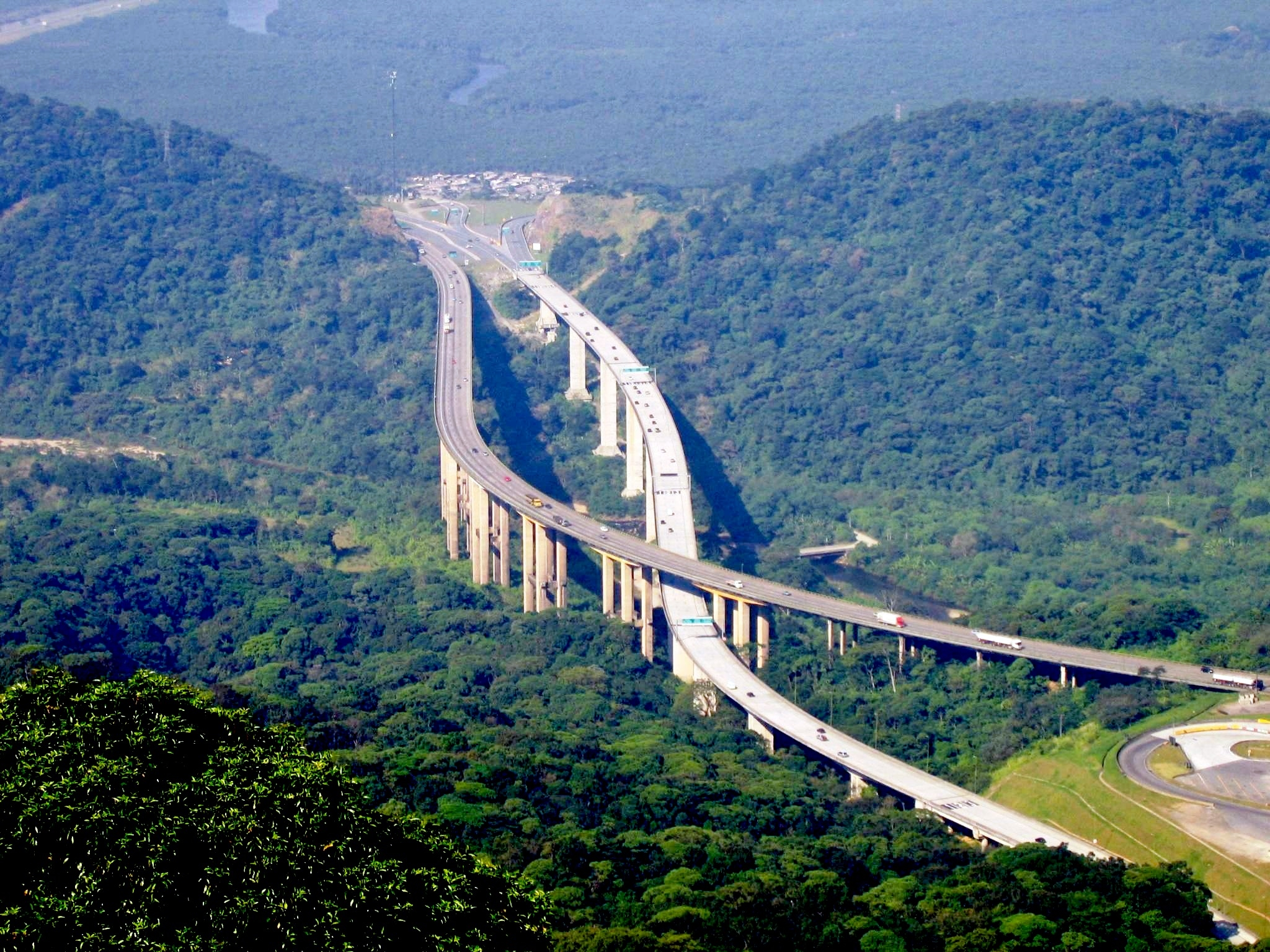
Rodovia dos Imigrantes.

Système routier au Brésil, avec autoroutes surligné en rouge. São Paulo possède le meilleur réseau routier du pays

En novembre 2021, l'État de São Paulo disposait, entre les routes fédérales, municipales et étatiques, d'un réseau de 199 975 km (176 675,57 km municipaux, 22 219,52 km de l'État de São Paulo et 1 075,19 km fédéraux) dont 34 753,57 km goudronnés, et parmi ceux-ci, 6 346,34 km sont des autoroutes (2 voies ou plus de circulation dans chaque sens). Les autoroutes de São Paulo sont considérées comme les plus modernes du pays et l'État est le seul au Brésil à disposer d'un réseau deux fois plus dense qu'un pays développé, même avec un meilleur réseau que celui de plusieurs pays européens,,,,.
Dans le transport aérien, São Paulo possède l'aéroport le plus fréquenté du Brésil quant au nombre de passagers, l'Aéroport international de São Paulo/Guarulhos, à Guarulhos, administré par Infraero, qui est également responsable des aéroports de Viracopos (à Campinas), São José dos Campos, Campo de Marte et Congonhas, les deux derniers à São Paulo. Il existe également plusieurs autres aéroports plus petits, publics et privés.
Dans le transport ferroviaire, il y a plus de 5 000 kilomètres de voies ferrées destinées au transport de marchandises, du fleuve Paraná à la côte de São Paulo. Dans le Grand São Paulo, les lignes métro sont exploitées par Companhia Paulista de Trens Metropolitanos (CPTM), Companhia do Metropolitano de São Paulo (METRÔ) et des concessionnaires privés, avec un réseau total de plus de 370 km de voies, composé de 13 lignes, 189 stations. À son tour, dans le transport maritime, l'État de São Paulo compte deux grands ports : São Sebastião et Santos, ce dernier étant le plus grand du Brésil et le 39e au monde pour la manutention de marchandises conteneurisées. São Paulo est également desservie par la Hidrovia Paraná-Tietê, la principale voie navigable du Mercosur, avec plus de 2 000 km de voies navigables, dont 800 km dans le seul État, plus précisément sur la rivière Tietê,,.

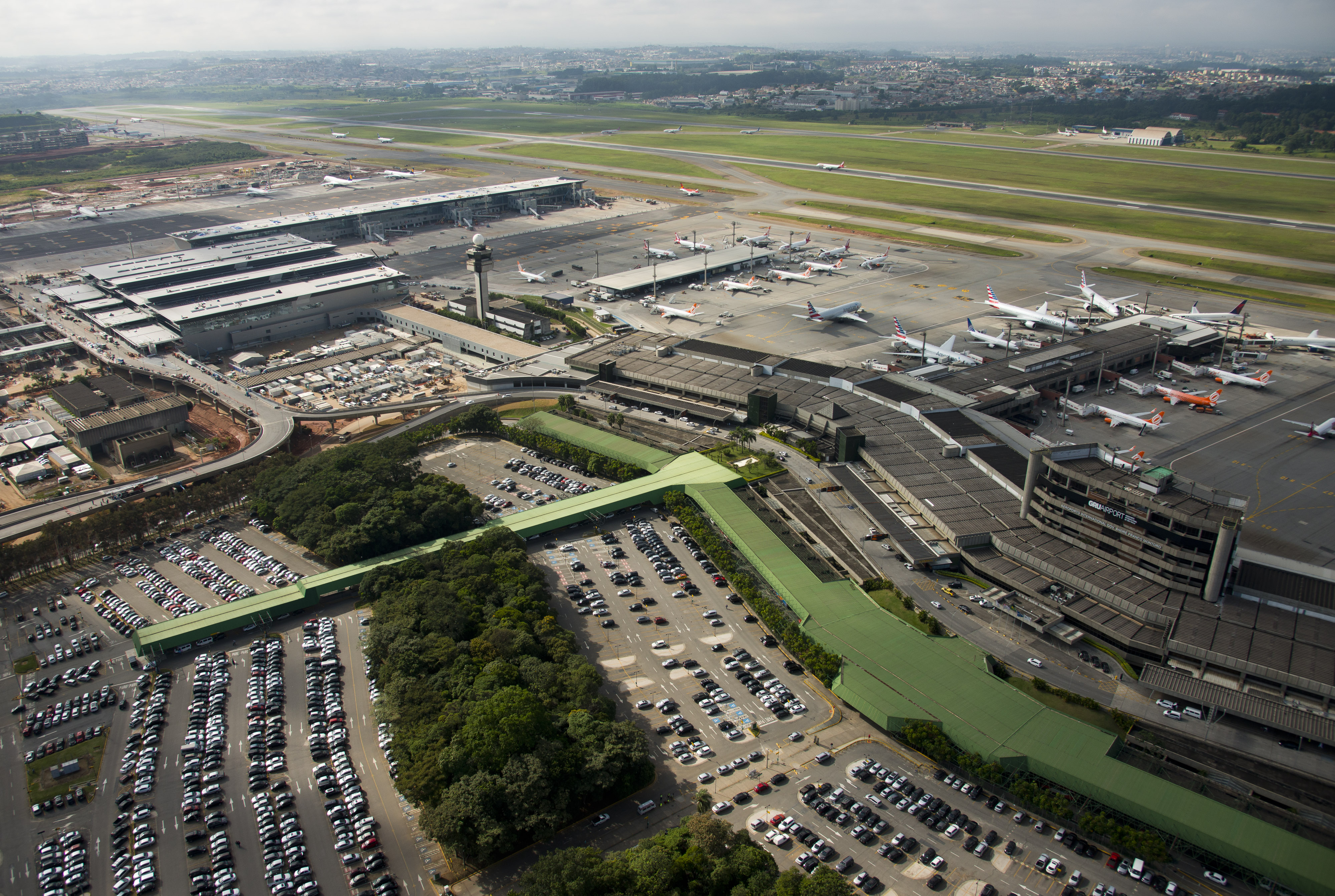
Aéroport international de São Paulo/Guarulhos, le plus grand du pays
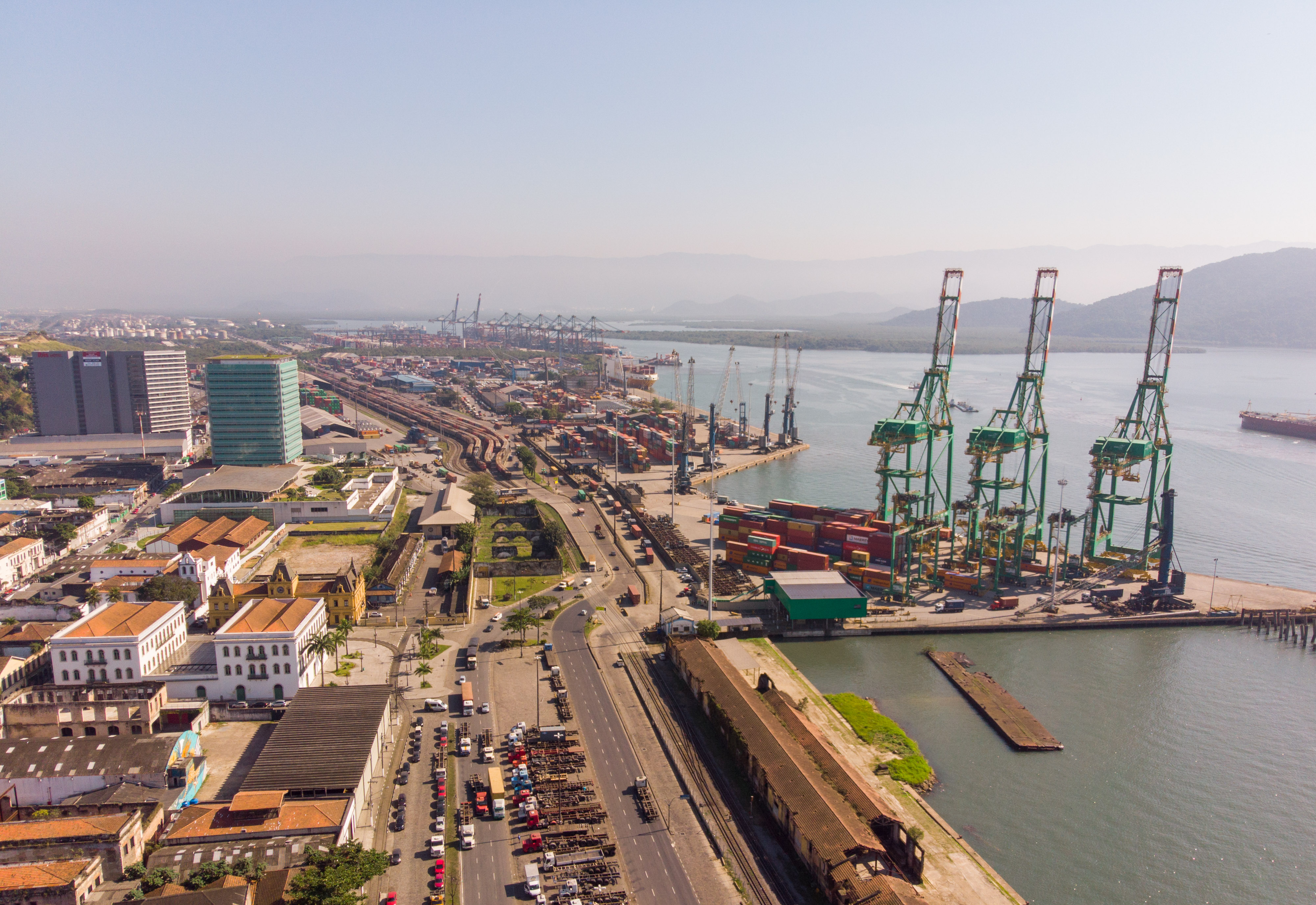
Port de Santos, le plus fréquenté du Brésil et l'un des cinquante plus grands au monde
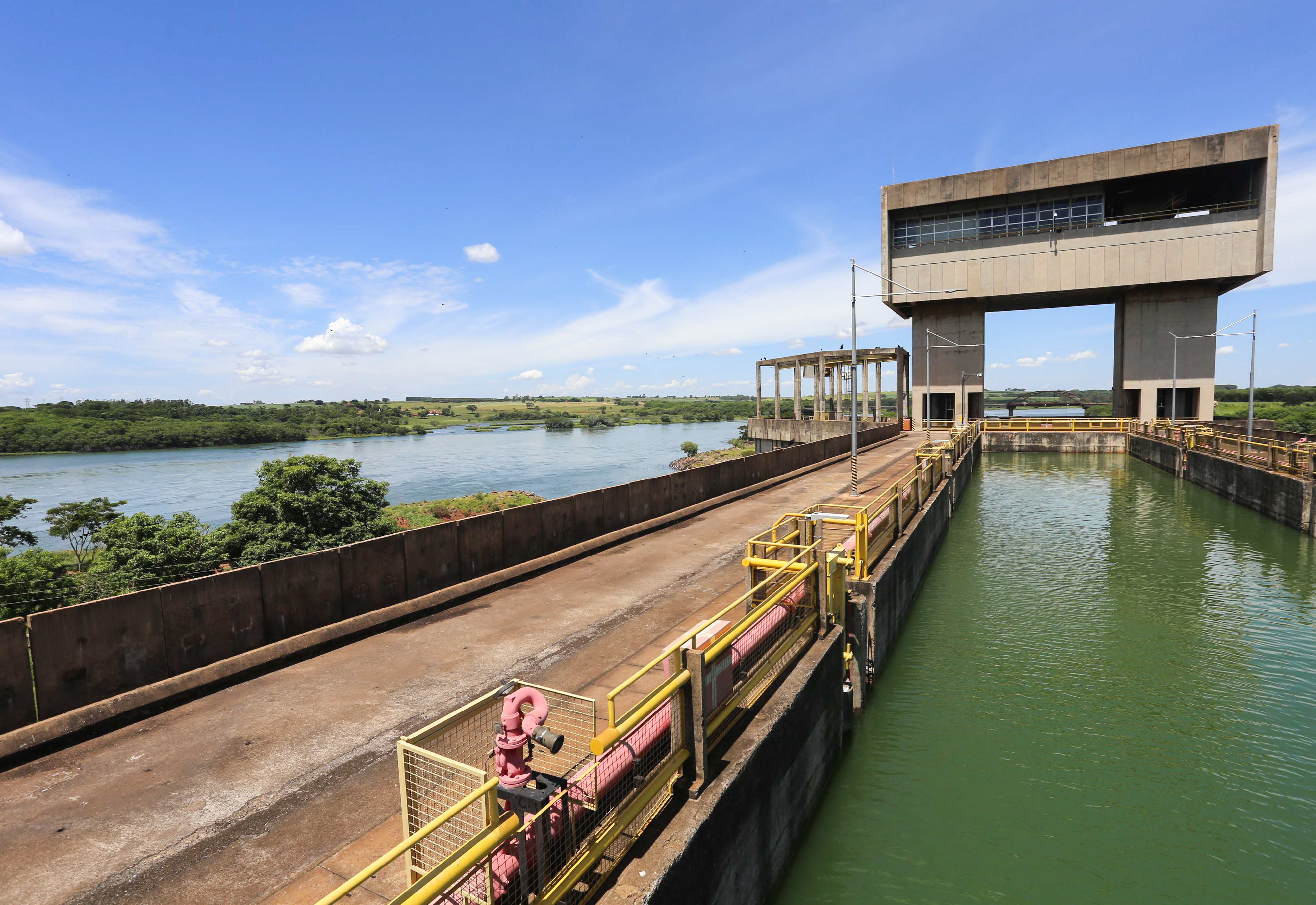
Écluse de Nova Avanhandava sur la rivière Tietê, partie de la Hidrovia Paraná-Tietê, entre Buritama et Brejo Alegre
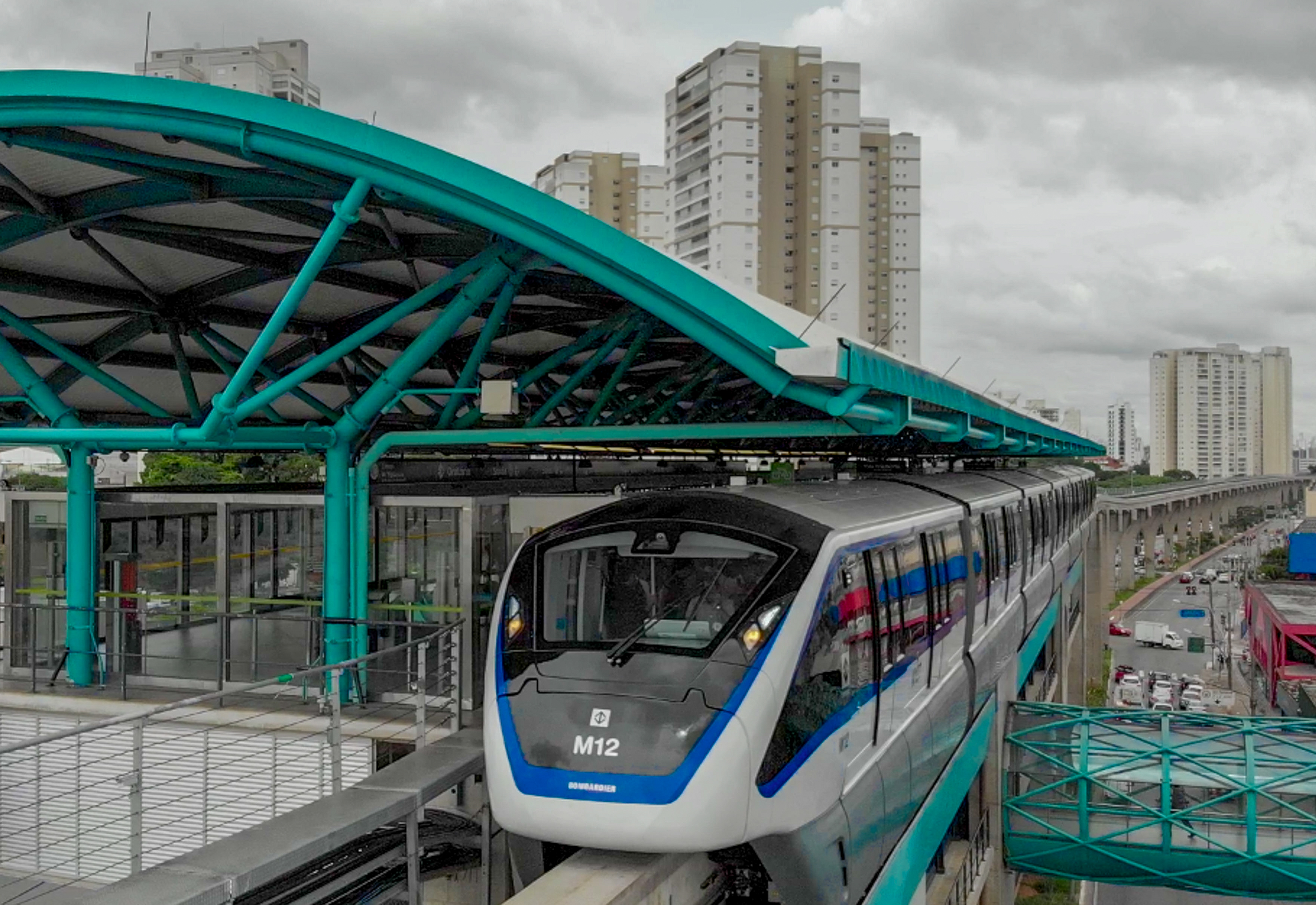
Photographie du monorail de la Ligne 15 du Métro de São Paulo

## Sport

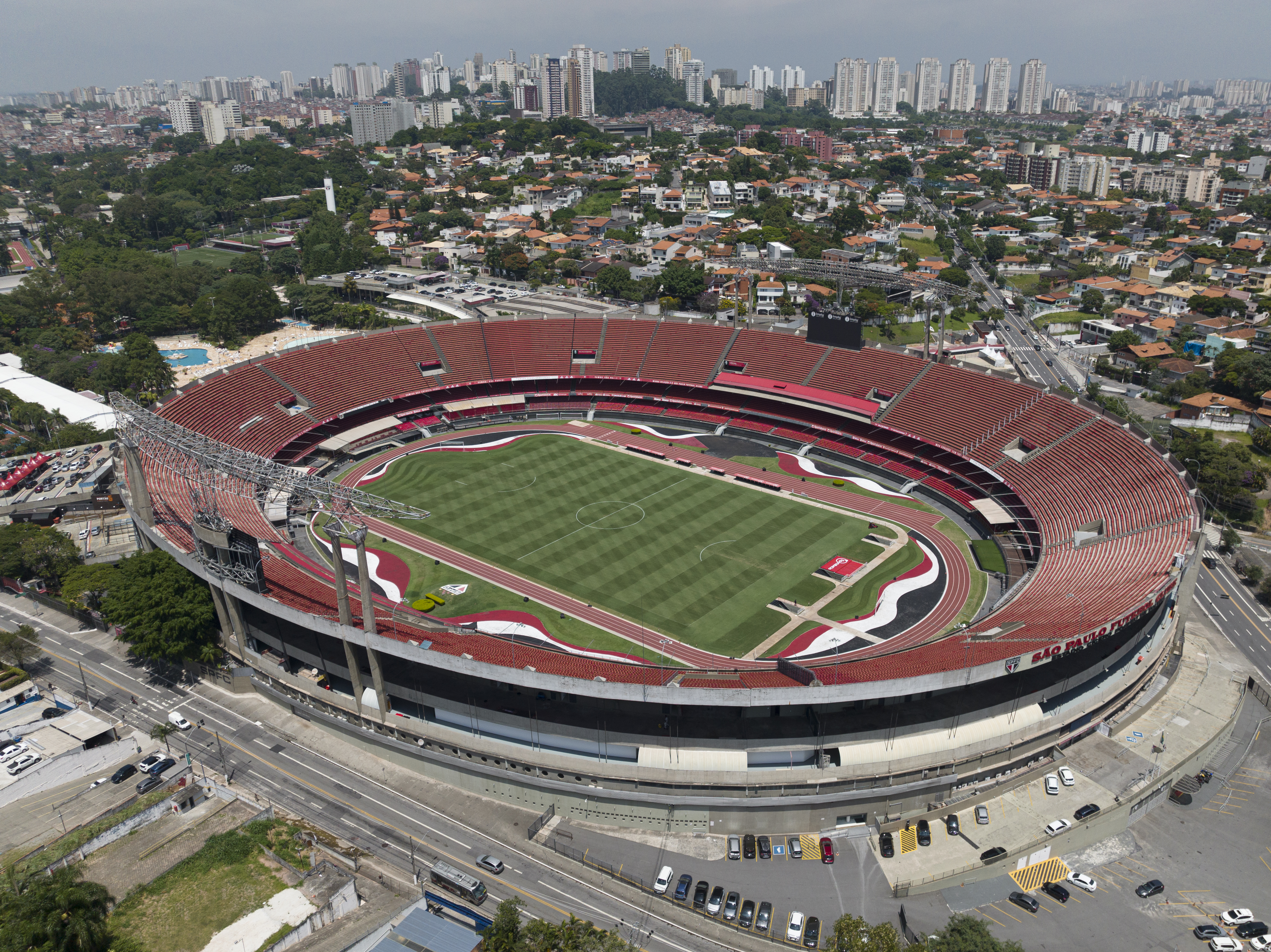
Stade Cícero-Pompeu-de-Toledo.

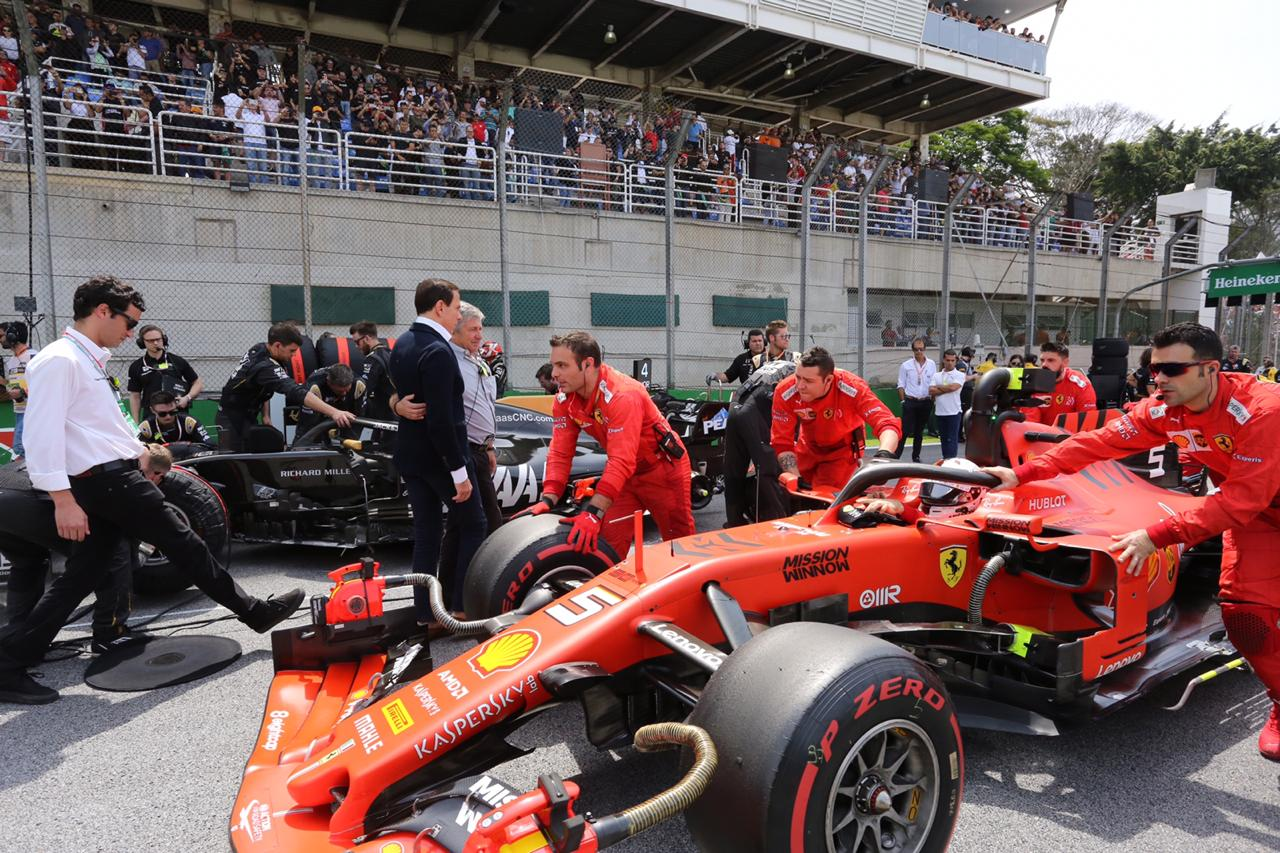
Grand Prix du Brésil sur Interlagos.

Le football est le sport le plus populaire de l'État. Les plus grands clubs de l'État sont Palmeiras, São Paulo, Santos, Ponte Preta, Corinthians, Portuguesa, XV de Piracicaba. D'autres sports comme le basket-ball et le volley-ball sont également très populaires. La plupart des principaux athlètes et sportifs de l'histoire du Brésil viennent de São Paulo, tels que : Ayrton Senna, César Cielo, Oscar Schmidt, Hortência Marcari, Éder Jofre, Robert Scheidt, Emerson Fittipaldi, Aurélio Miguel, Rogério Sampaio, Alex Barros, Gustavo Borges, Ricardo Prado, Adhemar da Silva, João Carlos de Oliveira, Maurren Maggi, Fabiana Murer, Thiago Braz, Alison dos Santos, Arthur Zanetti, Rebeca Andrade, Rubens Barrichello, Felipe Massa et bien d'autres,,,. L'État compte certains des clubs et associations sportifs les plus puissants du pays, tels que Pinheiros dans plusieurs sports (natation, athlétisme, volleyball, judo, etc.), Unisanta en natation, Osasco en volleyball , Franca en basket-ball, entre autres.

### Corrida de la Saint-Sylvestre
La Corrida de la Saint-Sylvestre a lieu tous les Nouvel An à São Paulo. Il a eu lieu pour la première fois en 1925, lorsque les concurrents ont couru quelque 8 000 mètres dans les rues. Depuis, la distance parcourue a varié, et se fixe désormais à 15 km. Les inscriptions ont lieu à partir du 1er octobre, avec un nombre maximum de participants limité à 15 000.
En 1989, la São Silvestre est devenue deux courses, la compétition masculine et féminine. Il y a aussi une course pour enfants appelée São Silvestrinha.

### Grand Prix du Brésil
Le Grand Prix du Brésil (portugais : Grande Prêmio do Brasil) est une course de championnat de Formule 1 qui se déroule à l'Autodromo José Carlos Pace à Interlagos. En 2006, le Grand Prix était la dernière manche du Championnat du monde de Formule 1 de la FIA. Le pilote espagnol Fernando Alonso a remporté le championnat des pilotes 2006 sur ce circuit en terminant deuxième de la course. La course a été remportée par le jeune pilote brésilien Felipe Massa, au volant de l'écurie Scuderia Ferrari.

## Histoire

### La restauration et la Province de São Paulo
En 1765, la Capitainerie de São Paulo fut réinstallée. Cette réinstallation se fait avec un tiers de la superficie originale, avec seulement les États actuels de São Paulo et du Paraná.
Ainsi, on fonda dans l'Est pauliste, les vilas de Campinas, Itu et Piracicaba, où, rapidement, se développa la canne à sucre. Le sucre était transporté par le port de Santos et atteignit son apogée au début du XIXe siècle.
La capitainerie gagne un poids politique à l'époque de l'indépendance grâce à la figure de José Bonifácio de Andrada e Silva qui était né à Santos. Le 13 septembre 1822, l'indépendance du Brésil fut proclamée sur les marges de la rivière Ipiranga, à São Paulo, par Pierre Ier.
En 1824, la capitainerie fut transformée en Province.

### Le cycle du café

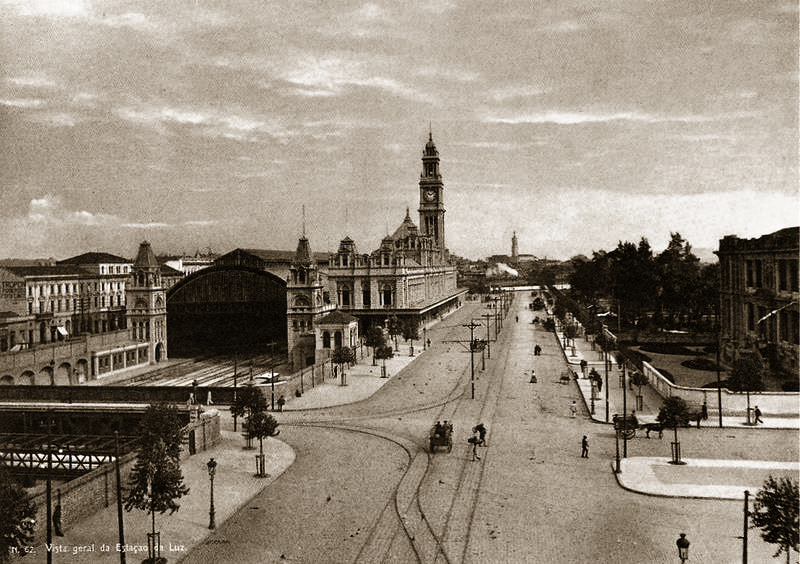
La gare de la Luz vers 1900.

La première fazenda de café de São Paulo fut fondée dès 1817 dans la vallée du Paraíba et, après l'indépendance, la culture du café se renforça dans ces terres, enrichissant rapidement les cités comme Guaratinguetá, Bananal, Lorena et Pindamonhangaba.

Dans les fermes de café de la vallée du Paraiba, une main-d'œuvre d'esclaves est utilisée à grande échelle et les grains étaient écoulés par Rio de Janeiro. La vallée s'enrichit rapidement créant une oligarchie rurale mais le reste de la province continue à dépendre de la canne à sucre et du commerce, dont le développement est favorisé dans la capitale de l'État par la fondation de la faculté de Droit en 1827.

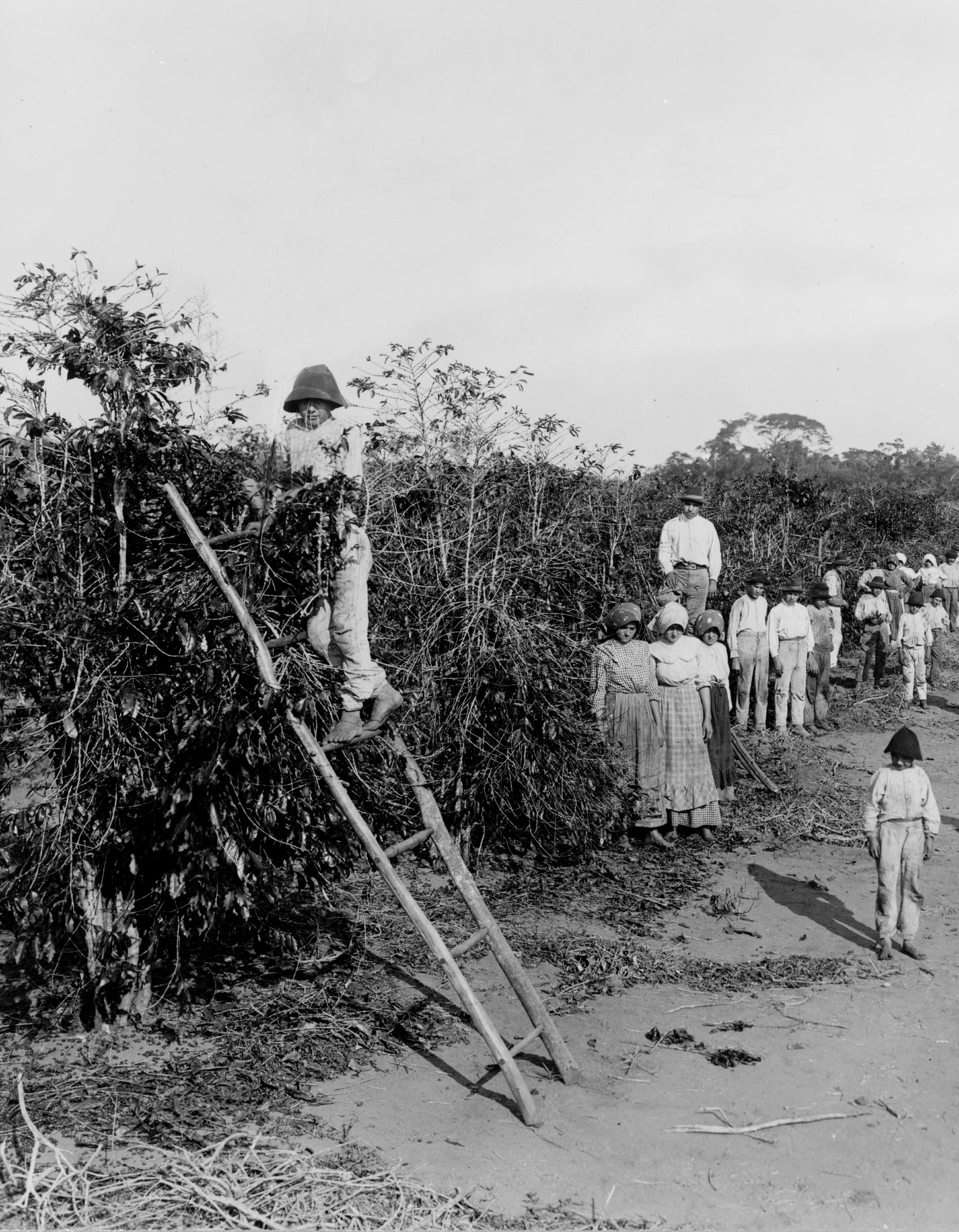
La culture du café dans l'État de São Paulo, vers 1900.

 Cependant, l'appauvrissement des sols de la vallée du Paraíba et l'interdiction du trafic d'esclaves en 1850 provoquèrent une décadence de la culture du café à partir de 1860. La vallée se vide économiquement et la culture du café se déplace vers l'ouest pauliste, d'abord dans la région de Campinas et Itu où elle se substitue à la culture de la canne à sucre. Le déplacement du café vers l'ouest de la province provoque de grands changements : l'interdiction du commerce des esclaves obligea à trouver de nouvelles formes de main-d'œuvre. Les gouvernements impériaux et provinciaux commencent à encourager l'immigration européenne.
On construit[Quand ?] le premier chemin de fer pauliste pour écouler les grains par le port de Santos. Ce chemin de fer, le São Paulo Railway, qui relie Santos à Jundiaí passant par São Paulo, fut construit avec des capitaux anglais et ceux du vicomte de Mauá. Actuellement, il fait partir du réseau de transport suburbain du Grand São Paulo. La dernière ville avant la descente de 800 mètres de la Serra, Paranapiacaba, avec ses maisons en bois et sa copie de Big Ben importés d'Angleterre a été classée comme monument historique.
São Paulo commence à se transformer en important entrepôt intermédiaire. Le café progressa peu à peu passant par Campinas, Rio Claro, Jaú, São Carlos, Porto Ferreira et, en 1870, il atteignit la région la plus propice à sa culture : les terres rouges et fertiles du Nord-est de São Paulo près de Ribeirão Preto et Franca où apparaîtront les plus grandes et plus productives fermes de café du monde.

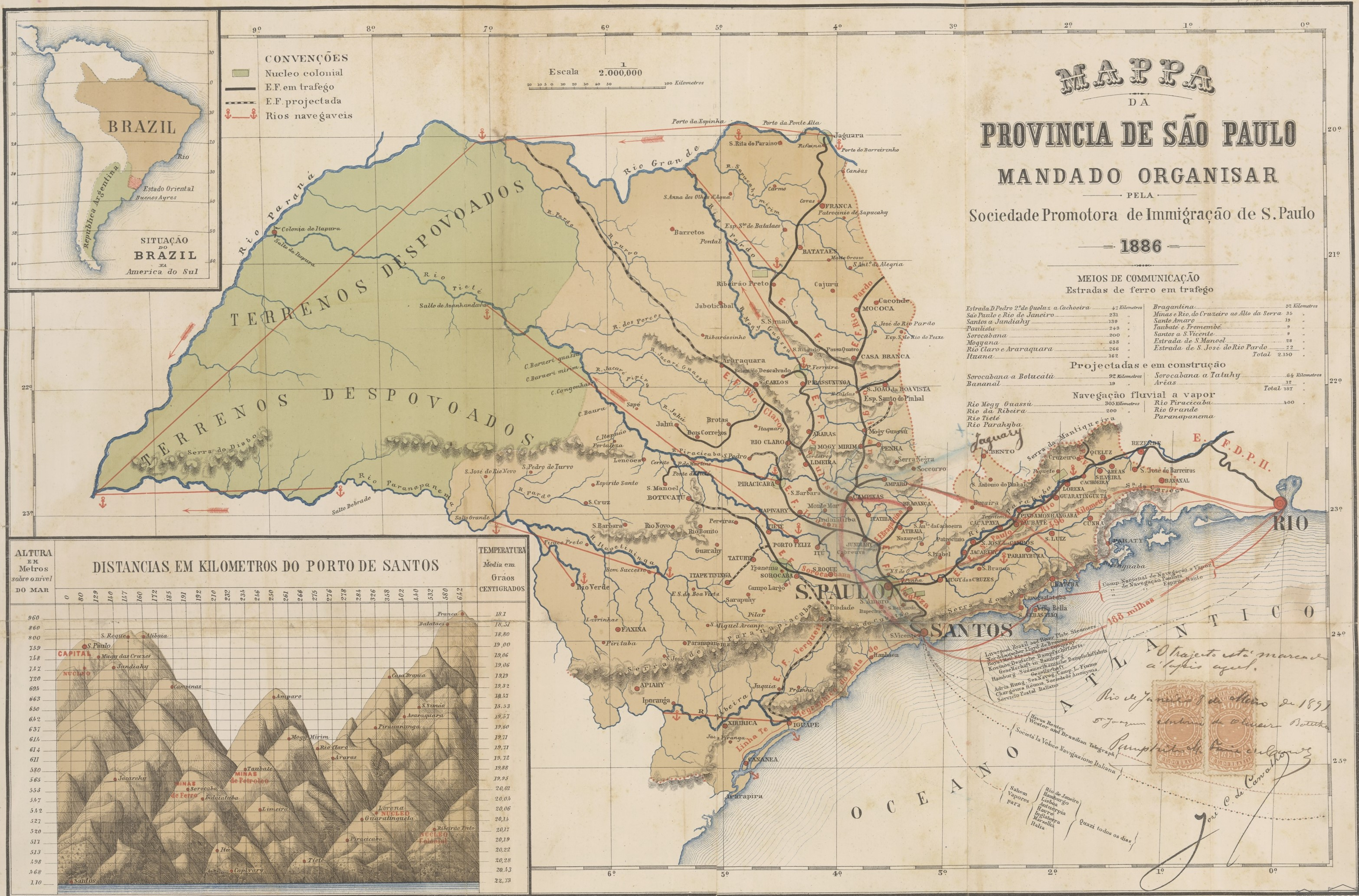
Carte de la province de São Paulo, 1886. Archives nationales du Brésil.

À la recherche de nouvelles terres pour le café, les explorateurs arrivèrent au quadrilatère alors inconnu situé entre les Serras de Botucatu, et les rios Paraná, Tietê et Paranapanrma, où ils fondèrent des cités comme Bauru, Marília, Araçatuba et Presidente Prudente à la fin du XIXe siècle et au début du XXe siècle.
En 1853, les limites actuelles de l'État sont fixées avec la séparation du Paraná. Le Sud pauliste, constitué par la vallée du Ribeira et la région d'Itapeva, n'attira pas le café et souffrit des litiges sur les limites entre São Paulo et le Paraná. Les deux régions restèrent en marge du développement du reste de la Province devenant, encore actuellement, les régions les plus pauvres de l'État. La banane, le fruit de la passion et le chuchu sont les cultures principales de la vallée du Ribeira.
L'enrichissement dû au café et l'arrivée constante d'immigrants italiens, portugais, espagnols et arabes ainsi que le développement d'un réseau de chemin de fer firent la prospérité de l'État de São Paulo.
« Petit déjeuner » se dit café da manhã (« café du matin ») en portugais brésilien, preuve de la grande influence qu'ont eue les barons du café dans le pays.

### La République du «café-au-lait»
C'est à São Paulo que la bourgeoisie du café de l'Ouest pauliste commença les premiers mouvements républicains. Désirant la fin de l'esclavage, une plus grande participation politique et une plus grande autonomie des provinces, des représentants de l'élite du café fondèrent à Itu le Parti républicain pauliste (PRP) en 1873.
Avec la proclamation de la République en 1889, la bourgeoisie pauliste arriva au pouvoir politique, consolidant ce pouvoir avec l'élection en 1894 de Prudente de Moraes à la présidence de la République.
Pour protéger les pouvoirs et les privilèges des hommes du café, un système politique se met en place pour consolider la Première République jusqu'en 1930.
Cet accord politique du café-au-lait qui est un accord entre São Paulo (le café) et Minas Gerais (le lait) qui était l'État le plus peuplé à l'époque prévoit l'alternance entre les deux États pour la présidence.
Une grande croissance de la cité de São Paulo est due au café, à une stabilité politique relative et à une immigration constante. L'élite construisit de nouveaux quartiers et investit ses bénéfices en activités bancaires et industrielles. Les immigrants s'établirent dans des quartiers comme Brás et Mooca et y formèrent une classe ouvrière. L'ancienne « vila » du plateau rapidement se transforma en grand centre industriel et commercial.

### L'industrialisation et la transformation en métropole
Après la Première Guerre mondiale, le café commença à souffrir de l'excès d'offre et de la concurrence d'autres pays. Le gouvernement plaça les cultures sous contrôle pour éviter une crise sociale. L'exode rural des anciens immigrants employés dans la culture du café offrit à São Paulo une main-d'œuvre abondante qui permit son industrialisation.
Cette reconversion partielle de l'économie pauliste ne fut pas sans d'importantes secousses sociales. Des mouvements sociaux opposés à la domination de l'élite du café pauliste et des mouvements artistiques comme « la Semaine de 1922 » propagent de nouvelles idées sociales et économiques. L'immigration externe commença à diminuer et des grèves anarchistes et communistes éclatèrent à São Paulo tandis que des empires industriels comme celui de Francisco Matarazzo Sobrinho se forment.
À partir de 1930, l'économie du café souffrit beaucoup de la Grande Dépression. L'effondrement des prix extérieurs du grain et la révolution de 1930 retirèrent le pouvoir des mains des Paulistes. Deux ans plus tard, en 1932, São Paulo combattit Getúlio Vargas durant la Révolution Constitutionnaliste, dans une tentative de récupérer le pouvoir perdu, mais fut battu militairement. La crise du café augmenta et l'exode rural vers la ville de São Paulo s'amplifia.
La Seconde Guerre mondiale interrompit les importations et l'industrie pauliste commença un mouvement de substitution des importations, produisant dans l'État les marchandises avant cela importées. Ce mouvement continua sous le gouvernement de Juscelino Kubitschek, qui lança les bases de l'industrie de l'automobile dans la région du Grand ABC.

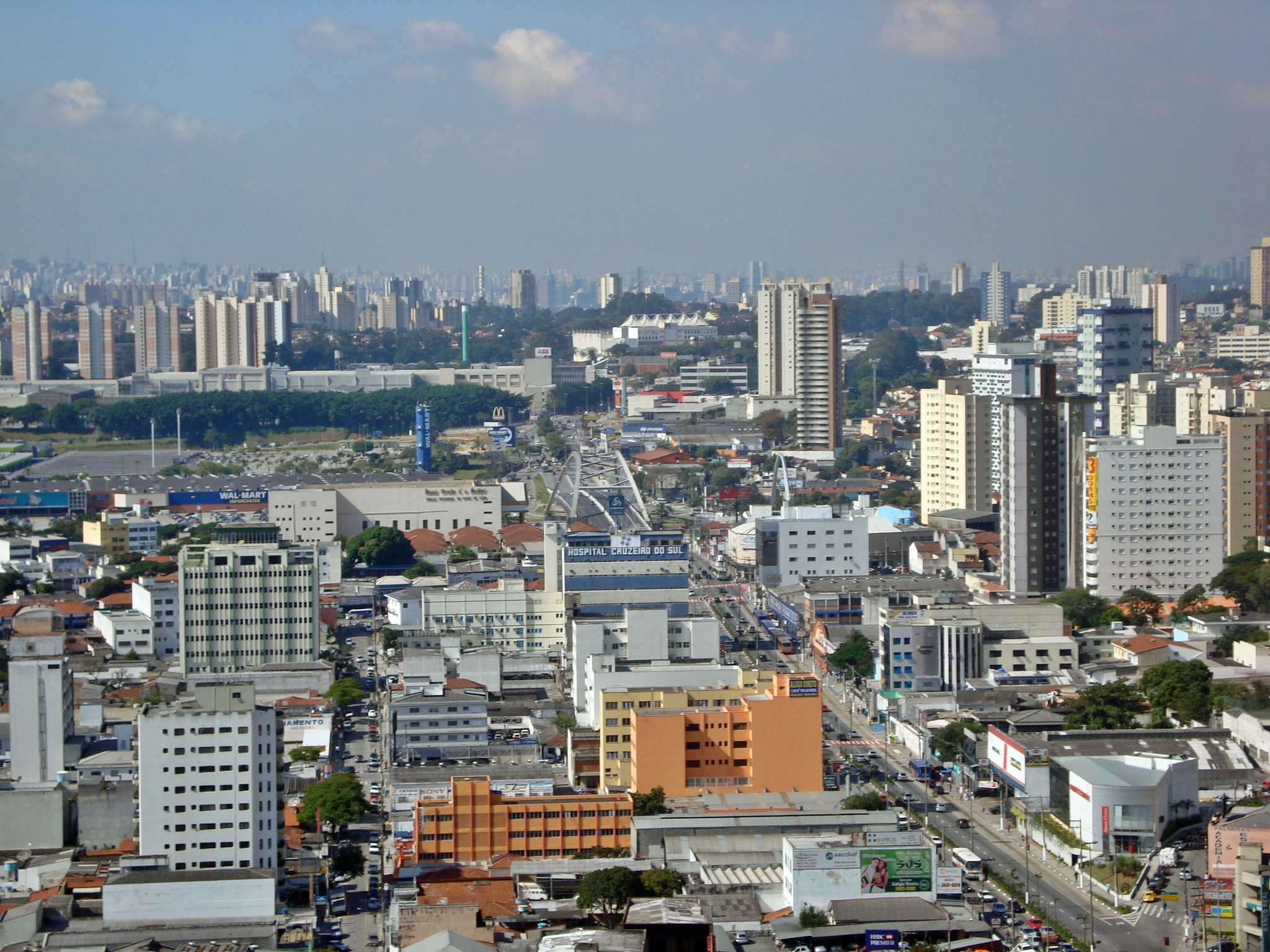
Osasco, L'une des grandes villes de la Région Métropolitaine de São Paulo.

Pour obtenir la main-d'œuvre nécessaire, l'État accueillit des millions de personnes du NE venant principalement des États de Bahia, Ceará, Pernambouc et Paraïba pour prendre la place, comme ouvriers, des immigrants qui font maintenant partie de la classe moyenne pauliste. Ces nouveaux venus s'installèrent dans la périphérie de São Paulo et les villes voisines comme Osasco et Guarulhos. Cette augmentation rapide de la population provoqua une transformation en métropole où São Paulo fut rejoint territorialement par les villes voisines pour former la Région métropolitaine de São Paulo.
En 1960, la cité de São Paulo devint la plus grande ville du Brésil et le principal pôle économique du pays, devançant Rio de Janeiro.
Partout dans l'État de São Paulo, il y a plus de 578 collèges reconnus par la MEC.

### Industrialisation de l'intérieur de l'État et abandon économique

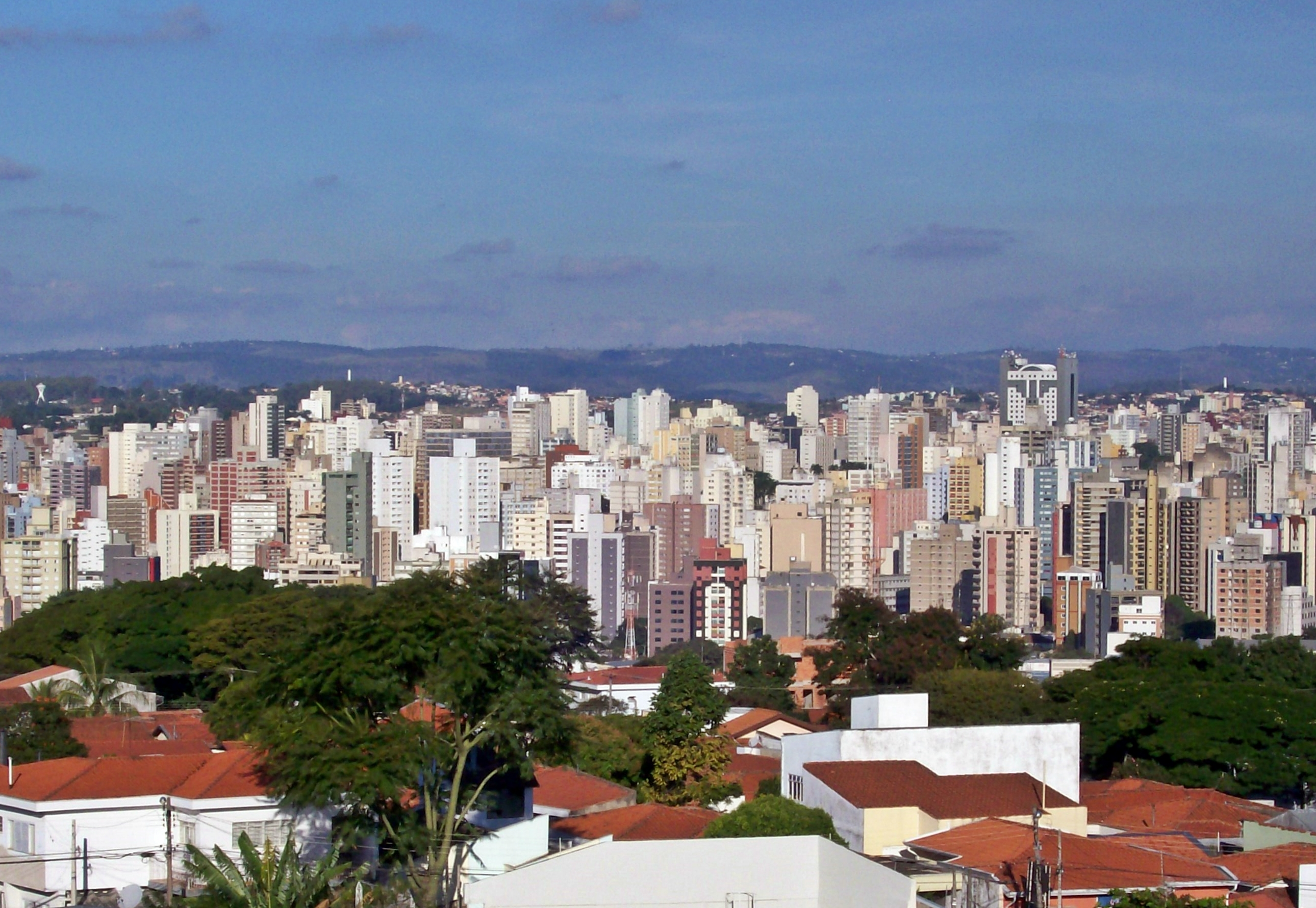
Campinas.

Durant les décennies de 1960 et 1970, le gouvernement de l'État encouragea divers travaux pour aider l'économie de l'intérieur vidé depuis la chute du café en 1930.
L'ouverture et la duplication de la Via Dutra (BR-116) participa à l'industrialisation de la vallée du Paraíba autour de l'industrie aéronautique de São José dos Campos.
Vers l'Ouest, l'implantation de l'aéroport international de Viracopos - Campinas, la création de l'Unicamp (Université de Campinas), l'ouverture de routes comme la Via Anhanguera et l'emploi de techniques modernes de production, spécialement de la canne à sucre et de son sous-produit l'alcool combustible entraînèrent un nouveau progrès des régions de Campinas, Sorocaba Ribeirão Preto et Franca .
Cette récupération économique de l'intérieur pauliste s'intensifia à partir des années 1980 quand de nombreux problèmes urbains comme la violence, la pollution et l'occupation désordonnée affligeaient la Région Métropolitaine de São Paulo. Entre 1989 et 2000, une grande partie des investissements fut réalisée en dehors de la capitale notamment sur l'axe entre Campinas, Ribeirão Preto et São José dos Campos. La région métropolitaine devient un pôle de services et de finances.
Actuellement, São Paulo possède le principal pôle économique, politique et industriel de l'Amérique du Sud ; il est le plus grand marché de consommation du Brésil.

## Municipalités de l'État de São Paulo
Les 15 villes les plus importantes en 2017 (selon l'Institut brésilien de géographie et de statistiques) sont les suivantes, classées en fonction de la population de la commune :
- São Paulo (12 106 920 habitants) ;
- Guarulhos (1 349 113 habitants) ;
- Campinas (1 182 429 habitants) ;
- São Bernardo do Campo (827 437 habitants) ;
- Santo André (715 231 habitants) ;
- São José dos Campos (703 219 habitants) ;
- Osasco (697 886 habitants) ;
- Ribeirão Preto (682 302 habitants) ;
- Sorocaba (659 871 habitants) ;
- Mauá (462 005 habitants) ;
- São José do Rio Preto (450 657 habitants) ;
- Santos (434 742 habitants) ;
- Mogi das Cruzes (433 901 habitants) ;
- Diadema (417 869 habitants) ;
- Jundiaí (409 497 habitants).

## Division administrative
Depuis 1970, par des lois successives de l'État ont été créées et modifiées les régions administratives en vue de centraliser l'activité des secrétariats d'État qui sont les ministères des États.
Voir la liste des régions administratives de l'État de São Paulo

## Géographie

### Situation
Bordé par l'océan Atlantique à l'est, l'État de São Paulo s'étend sur 248 808 km2 et a pour États limitrophes le Minas Gerais au nord et au nord-est, l'État de Rio de Janeiro au nord-est, l'État du Paraná au sud et le Mato Grosso do Sul à l'ouest. Il comprend 645 municipalités.

### Villes
Ses villes les plus peuplées (données officielles de 2007) sont São Paulo (10 886 518), Guarulhos (1 236 192), Campinas (1 039 297), São Bernardo do Campo (781 390), Osasco (701 012), Santo André (667 891), São José dos Campos (594 948), Sorocaba (559 157), Ribeirão Preto (547 417), Santos (418 288), Mauá (402 643), São José do Rio Preto (402 770), Diadema (386 779), Carapicuíba (379 566), Mogi das Cruzes (362 991), Piracicaba (358 108), Bauru (347 601), Jundiaí (342 983) et Franca (328 735).

### Relief
L'État a une altitude relativement élevée puisque 85 % de son territoire se situe entre 300 et 900 mètres. Les rios Tietê, Paranapanema, Grande, Turvo, Pardo, do Peixe, Paraíba do Sul et Piracicaba sont ses principales rivières (voir liste des rivières de São Paulo) et son climat varié est tropical (Nord), tropical d'altitude (Est - Vallée do Paraíba), et subtropical (Sud- région d'Apiaí, Itapeva) et la température moyenne annuelle est de 20 °C.

### Climat
L'été, les températures maximum et moyenne, sont respectivement de 33 °C et 27 °C. L'hiver, les températures moyennes et minimales sont respectivement de 14 °C et 5 °C. L'État de São Paulo a atteint un niveau record de basses températures en 1918, où la température atteint −7,6 °C dans la région de l'avenue Paulista, et des températures beaucoup plus faibles dans les quartiers résidentiels, tels que Santo Amaro district, qui a enregistré −9,8 °C ce même jour.

## Démographie
Selon une recherche génétique (ADN autosome), la composition totale de la population de l'État de São Paulo est à 79 % européenne, 14 % africaine et 7 % indigène.
Comme tous les États du Sud du Brésil, l'État de São Paulo a été peuplé en grande partie par des émigrants européens, essentiellement Italiens (60 %), Espagnols, Portugais et Allemands, et par des Japonais et des Arabes du Proche-Orient.
Avec 15 millions de représentants, le groupe ethnique le plus nombreux à São Paulo est constitué des descendants d'Italiens. C'est de loin la plus grande concentration d'Italiens en dehors de l'Italie. La communauté espagnole est aussi importante avec 7 millions de descendants d'Espagnols. La population arabe, principalement chrétienne de descendance libanaise ou syrienne, est de 5 millions[réf. nécessaire] et les descendants d'Allemands sont environ 2 millions.
La population afro-brésilienne de São Paulo a augmenté durant les dernières décennies à cause de la forte migration venant du Nord-Est du Brésil.
Plus de dix pour cent de la population a une ascendance asiatique, principalement japonaise. São Paulo regroupe la plus grande population japonaise en dehors du Japon avec plus d'un million de Japonais à peine mélangés avec la population locale. Des Chinois et des Coréens sont également présents.

## Sénateurs fédéraux
- Aloysio Nunes - PSDB
- José Serra - PSDB
- Marta Suplicy - PMDB
- Airton Sandoval - PSDB